# Умершие в мае 2019 года
Это список известных людей, соответствующих установленным критериям значимости (см. Википедия:Критерии значимости персоналий), умерших в мае 2019 года.
Причина смерти указывается лишь в исключительных случаях (убийство, самоубийство, гибель в результате военных действий, смертная казнь, ДТП или несчастные случаи). В остальных случаях — не указывается.

## 31 мая

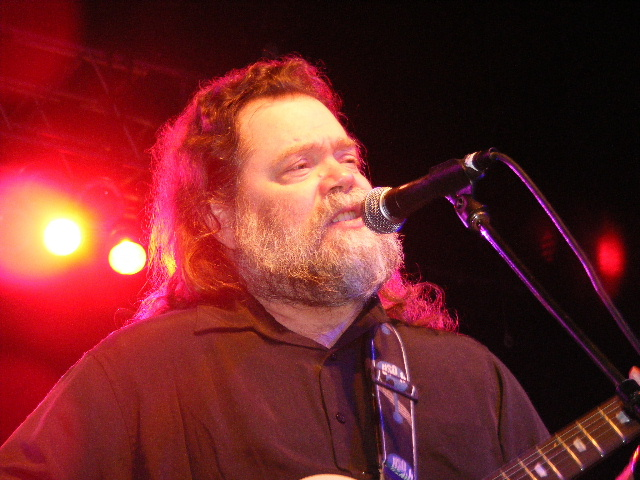
Роки Эриксон

- Вильде, Владимир Васильевич (75) — советский и российский тренер по футболу, заслуженный тренер России[1].
- Кацоянис, Панайотис (95) — американский биохимик, впервые осуществивший искусственный синтез инсулина[2].
- Лабрек, Жан-Клод (80) — канадский режиссёр и оператор, член ордена Канады, рыцарь Национального ордена Квебека, лауреат приза Альбера Тессье[3][4].
- МакМуллан, Джим (82) — американский актёр[5].
- Сабамо, Хан (74) — индонезийский государственный деятель, министр внутренних дел (2001—2004)[6].
- Третьякова, Людмила Алексеевна (87) — советский и российский тренер по лёгкой атлетике, заслуженный тренер РСФСР[7].
- Фэйхи, Пэдди (102) — ирландский композитор[8].
- Эриксон, Роки (71) — американский рок-музыкант, основатель рок-группы 13th Floor Elevators[9].
- Юсич, Джело (80) — югославский и хорватский композитор и гитарист[10].

## 30 мая

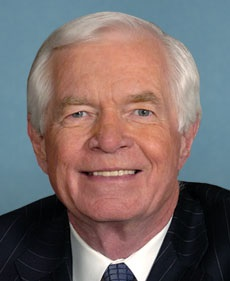
Тэд Кокран

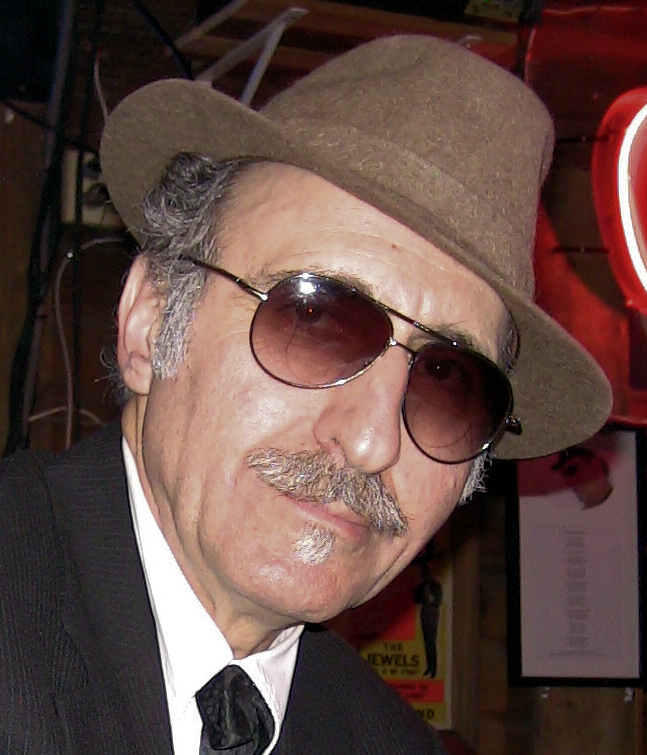
Леон Редбоун

- Вартанов, Анри Суренович (88) — советский и российский киновед и телевизионный критик, доктор филологических наук (1989), профессор[11].
- Гродзин, Рослин (94) — американская актриса[12].
- Кокран, Тэд (81) — американский государственный деятель, сенатор от штата Миссисипи (1978—2018)[13].
- Левина, Лилия Ивановна (83) — российский терапевт, доктор медицинских наук (1982), профессор СПбГПМУ (1986)[14].
- Лукас, Фрэнк (88) — американский гангстер, наркобарон[15].
- Мыльников, Александр Петрович (66) — советский и российский протистолог, доктор биологических наук, сотрудник Института биологии внутренних вод имени И. Д. Папанина РАН[16].
- Разин, Владимир Борисович (83) — советский и российский детский писатель (о смерти объявлено в этот день)[17].
- Леон Редбоун (69) — канадский певец и гитарист[18].
- Прайс, Энтони (90) — английский писатель, автор шпионских триллеров[19].
- Рурак, Михаил Иванович (67) — украинский тренер по лёгкой атлетике, заслуженный тренер Украины, заслуженный работник физической культуры и спорта Украины[20].
- Синклер, Эндрю (84) — американский режиссёр и сценарист[21].

## 29 мая

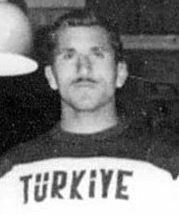
Байрам Шит

- Берко, Михаил Алексеевич (65) — советский и российский тренер по боксу, заслуженный тренер России[22].
- Домбровский, Виктор Иосифович (68) — российский учёный в области магнитно-резонансной томографии, доктор медицинских наук (2004), профессор[23].
- Завозин, Игорь Леонидович (63) — советский фигурист, серебряный призёр чемпионата СССР (1978) в спортивных танцах на льду в паре с Еленой Гараниной, арбитр международной категории[24].
- Криворучко, Анатолий Давыдович (76) — советский и украинский гандбольный арбитр, судья международной категории, мастер спорта СССР[25].
- Леенсон, Илья Абрамович (74) — российский химик, автор популярных книг и статей по химии[26].
- Огарёв, Вадим Александрович (83) — российский физикохимик, доктор химических наук, профессор Института физической химии, заслуженный деятель науки Российской Федерации[27].
- Странский, Иржи (87) — чешский писатель[28].
- Стюарт, Пегги (95) — американская актриса[29].
- Хасан, Мохаммад (80) — индонезийский государственный деятель, министр по делам религии (1999—2001)[30].
- Ходырева, Ирина Петровна (55) — российский архитектор[31].
- Шит, Байрам (88—89) — турецкий борец вольного стиля, чемпион летних Олимпийских игр в Хельсинки (1952)[32].

## 28 мая

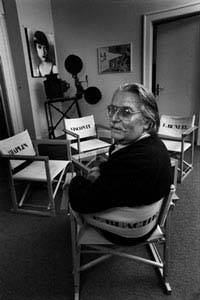
Фредди Бюаш

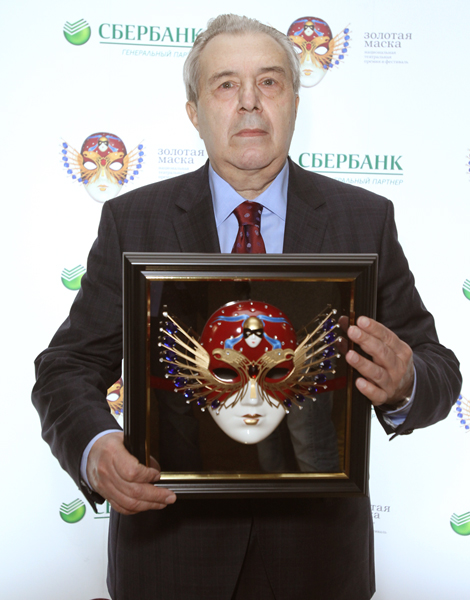
Алексей Людмилин

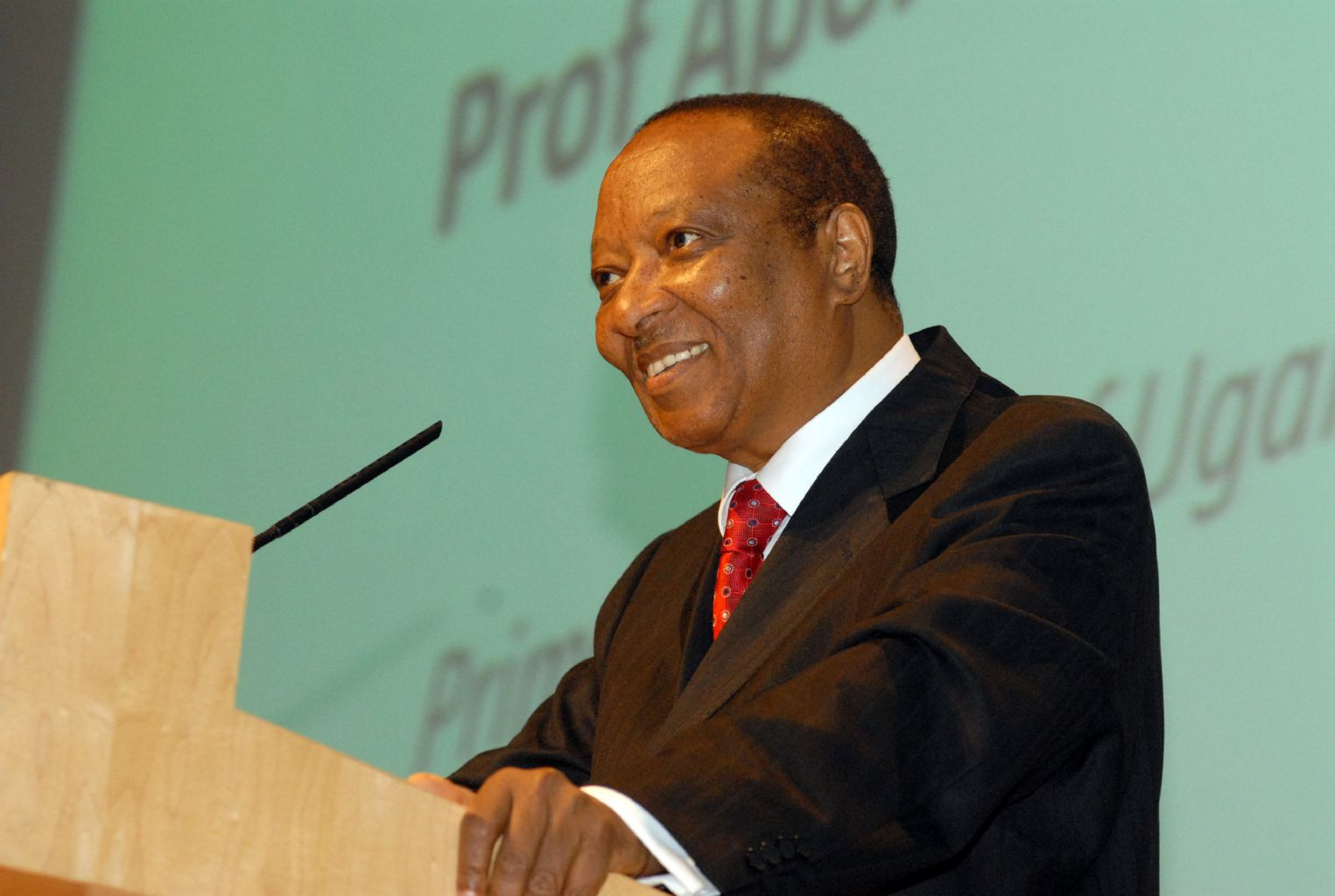
Аполо Робин Нсибамби

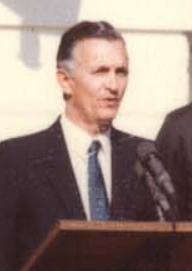
Эдвард Сиага

- Азриель, Андре (97) — австрийский и немецкий композитор[33].
- Бюаш, Фредди (94) — швейцарский киновед[34].
- Жювантен, Жан (91) — французский политический деятель, президент Ассамблеи Французской Полинезии (1988—1991, 1992—1995)[35].
- Кальцавара, Фабио (68) — итальянский предприниматель и политический деятель, член Палаты депутатов Италии (1996—2001)[36].
- Каминский, Анатолий Григорьевич (94) — украинский политический и общественный деятель, публицист, юрист, председатель Организации украинских националистов за рубежом[37].
- Кариди, Кармине (85) — американский актёр[38].
- Коваленко, Сергей Николаевич (51) — российский эколог, доктор технических наук (2012), профессор ВоГУ[39].
- Ку Кей Ким (81) — малайзийский историк, специалист по новой и новейшей истории Юго-Восточной Азии[40].
- Людмилин, Алексей Анатольевич (77) — советский и российский деятель музыкального искусства, главный дирижёр и художественный руководитель Новосибирского академического оперного театра (1989—2000), заслуженный деятель искусств Российской Федерации (1994)[41].
- Машиц, Владимир Михайлович (66) — российский учёный и государственный деятель, и. о. министра Российской Федерации по сотрудничеству с государствами — участниками СНГ (1994—1995), председатель Государственного комитета РСФСР/Российской Федерации по экономическому сотрудничеству с государствами — членами Содружества (1991—1994)[42].
- Никифоров, Владимир Семёнович (76) — русский писатель, заслуженный работник транспорта Российской Федерации (2019)[43].
- Носов, Владимир Георгиевич (83) — советский и российский дагестанский писатель, народный писатель Дагестанской АССР[44].
- Нсибамби, Аполо Робин (78) — угандийский государственный деятель, премьер-министр Уганды (1999—2011)[45].
- Птак, Влодзимеж (90) — польский иммунолог и микробиолог, действительный член Польской академии наук (1998)[46].
- Пюрвеев, Джангар Бадмаевич (81) — советский и российский архитектор, главный архитектор города Элисты[47].
- Сиага, Эдвард (89) — ямайский политический и государственный деятель, премьер-министр Ямайки (1980—1989)[48].
- Этчисон, Деннис (76) — американский писатель[49].

## 27 мая

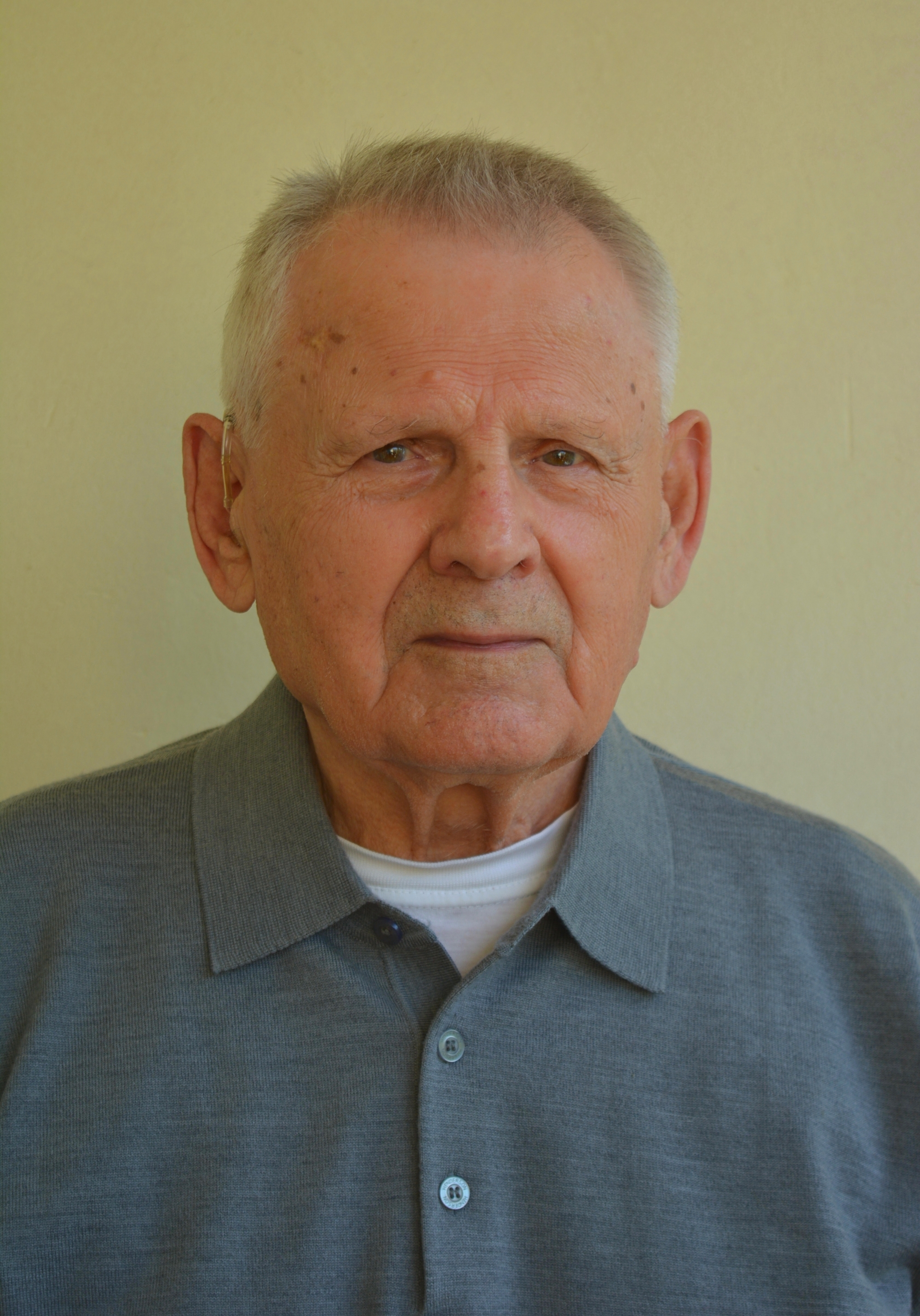
Анатолий Артёменко

- Артёменко, Анатолий Павлович (100) — советский военный лётчик, генерал-майор авиации (1966), Герой Советского Союза (1945)[50].
- Бернштейн, Роберт (96) — американский издатель и правозащитник, основатель Human Rights Watch[51].
- Вейерган, Франсуа (77) — франко-бельгийский писатель, лауреат Гонкуровской премии (2005), член Французской академии (2009)[52].
- Девган, Виру (85) — индийский кинорежиссёр[53].
- Диниз, Габриэль (28) — бразильский певец; авиакатастрофа[54].
- Заруцкий, Юрий Александрович (80) — советский хоккеист, защитник хоккейной команды «Металлург» (Новокузнецк) (1955—1969)[55].
- Зеленко, Андрей Жаннович (53) — российский военный лётчик, военный комиссар Оренбургской области (с 2013 года), Герой Российской Федерации (2000)[56].
- Кэраре, Петру Профирович (84) — советский и молдавский писатель[57].
- Соломина, Ольга Николаевна (87) — советский и российский театральный педагог, профессор Всероссийского театрального училища имени Михаила Щепкина, заслуженный деятель искусств Российской Федерации, жена Юрия Соломина[58].
- Хирсон, Роджер (93) — американский драматург и сценарист[59].
- Хорвиц,Тони (60) — американский журналист, лауреат Пулитцеровской премии (1995)[60].

## 26 мая

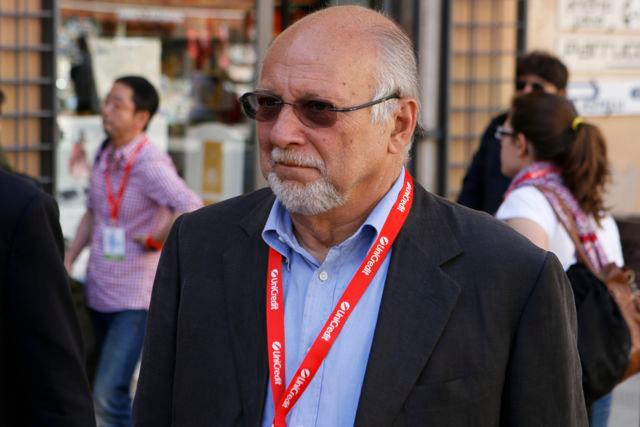
Витторио Дзуккони

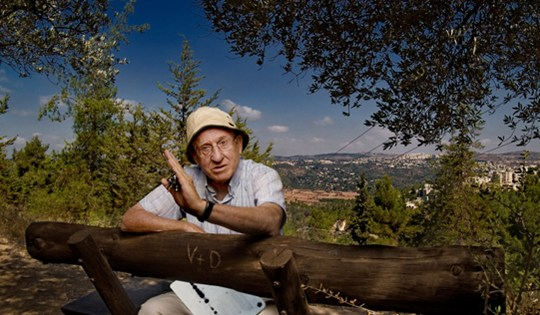
Аарон Разин

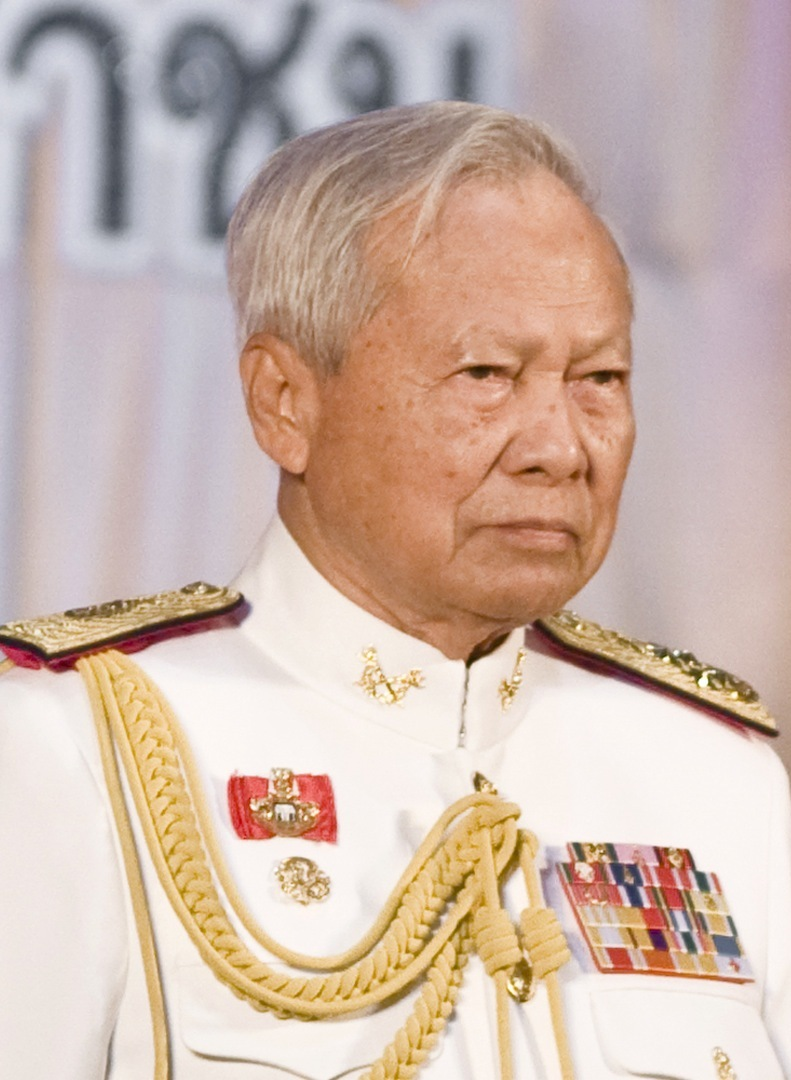
Прем Тинсуланон

- Гирусов, Эдуард Владимирович (86) — советский и российский философ, доктор философских наук (1978), профессор МГУ (1980)[61].
- Дзуккони, Витторио (74) — итальянский журналист и писатель[62].
- Зейн, Абделлатиф (86) — ливанский политический и государственный деятель, министр сельского хозяйства (1969—1970), депутат парламента (1960—2018)[63].
- Иванов, Анатолий Николаевич (79) — советский футболист, футбольный тренер («Балтика» Калининград)[64].
- Каптерева, Татьяна Павловна (95) — советский и российский искусствовед, академик РАХ (1992; академик АХ СССР с 1991)[65].
- Колчак, Эшреф (92) — турецкий актёр[66].
- Лэйм, Ибрагим (66) — нигерийский государственный деятель, министр по делам полиции (2008—2010)[67] Архивная копия от 5 июня 2019 на Wayback Machine.
- Разин, Аарон (84) — израильский биохимик, член Израильской академии естественных и гуманитарных наук (2008)[68].
- Сафаров, Рафаэль Суренович (71) — советский футболист и российский тренер[69].
- Таукина, Розлана Рамазановна (60) — казахстанская журналистка и правозащитница[70].
- Тинсуланон, Прем (98) — таиландский военачальник и государственный деятель, председатель Тайного совета Таиланда, регент Королевства Таиланд (2016), премьер-министр Таиланда (1980—1988)[71].
- Торн, Стивен (84) — британский актёр[72][73].
- Худ, Гарри (74) — шотландский футболист «Селтика», 6-кратный чемпион Шотландии[74].
- Червяков, Александр Николаевич (87) — советский и российский хозяйственный деятель, генеральный директор Рязанского приборного завода (1985—2007)[75].

## 25 мая

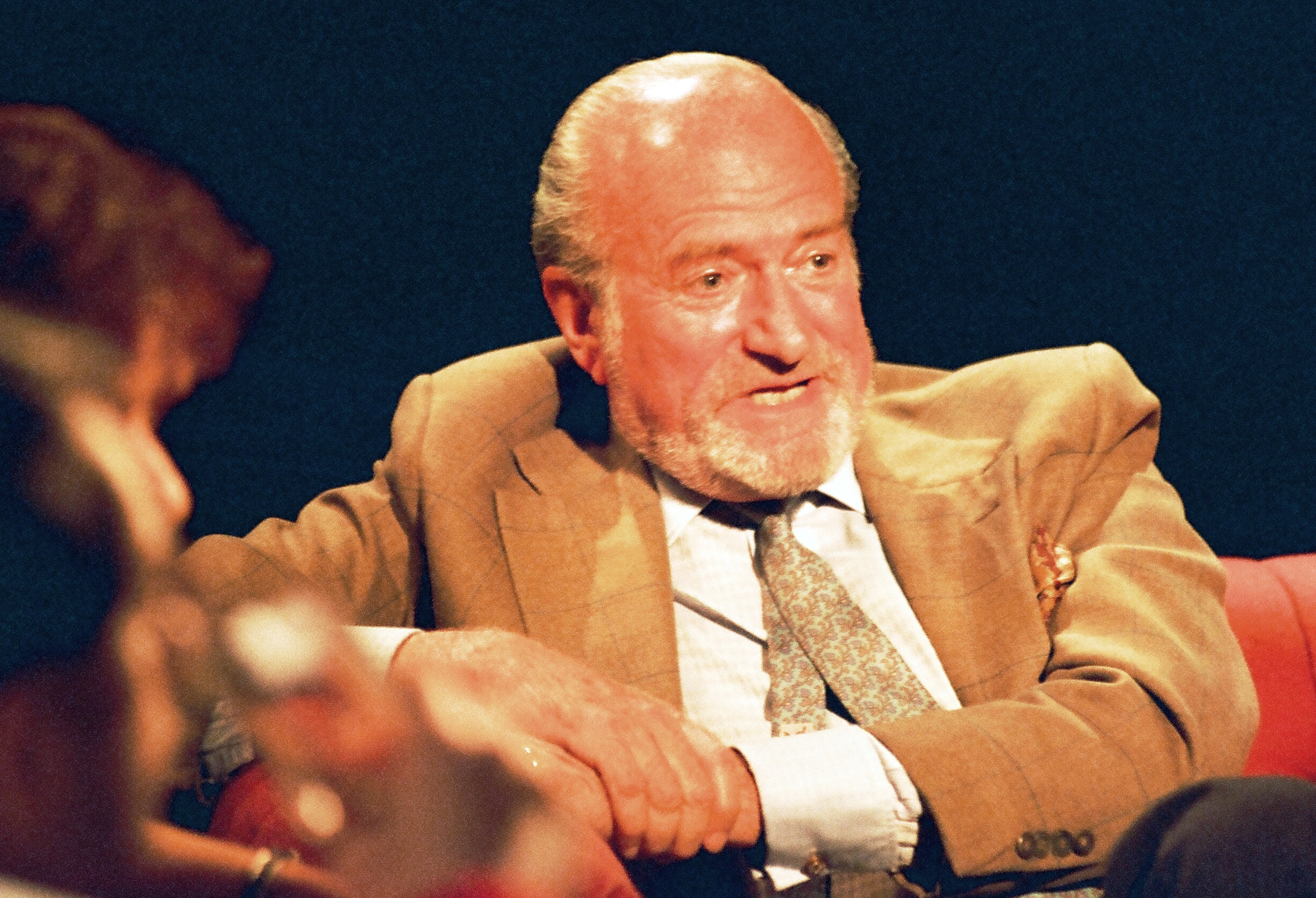
Клаус фон Бюлов

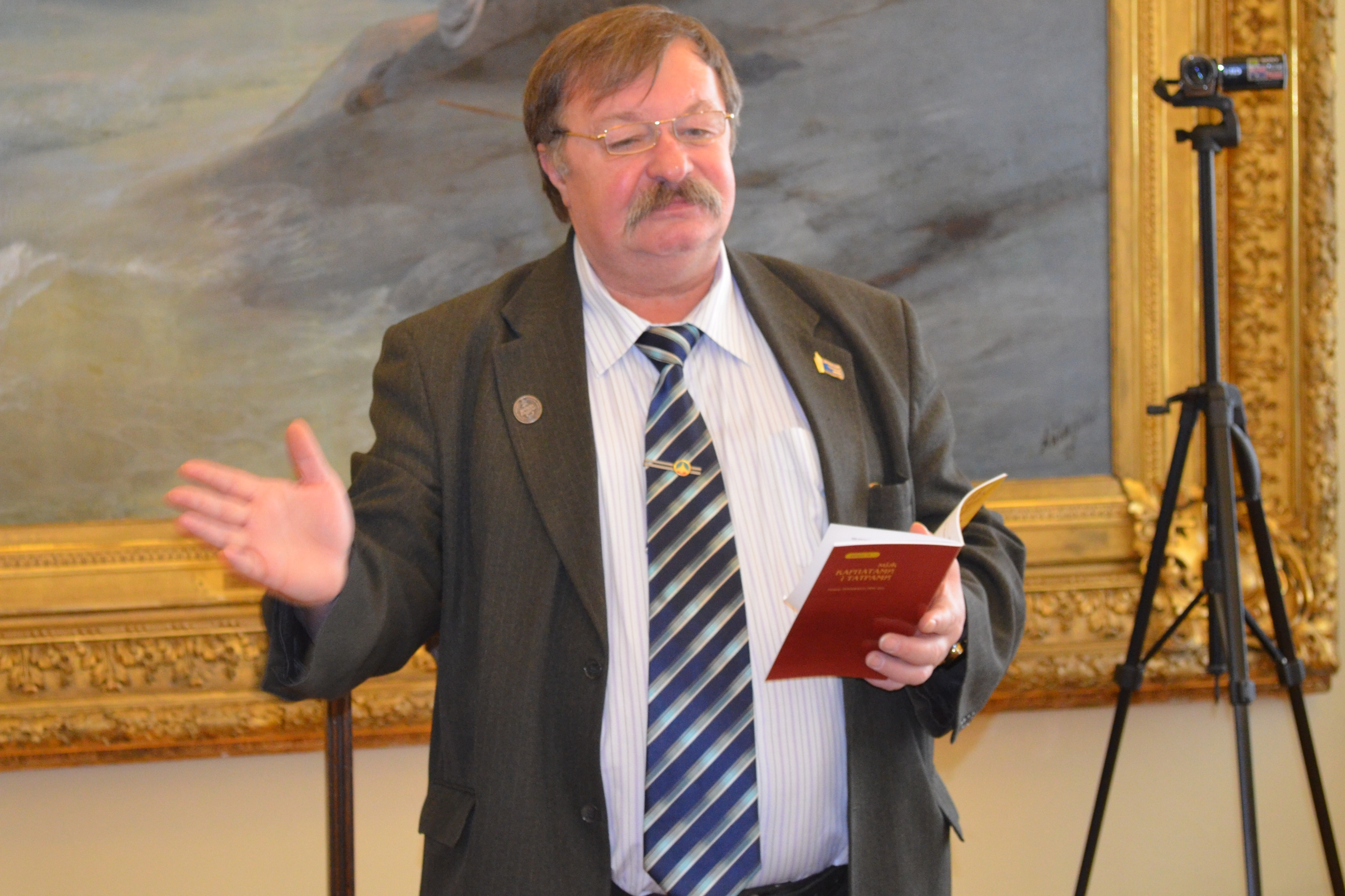
Дмитрий Креминь

- Акунов, Бейшебек (86) — советский и киргизский государственный и партийный деятель, депутат Жогорку Кенеша (2000—2005 и 2007—2010), почётный гражданин Бишкека[76].
- Батехин, Леонид Лукич (90) — советский военачальник, член военного совета — начальник политуправления ВВС СССР (1980—1989), генерал-полковник авиации (1982)[77][78].
- Бюлов, Клаус фон (92) — британский аристократ[79].
- Косолапов, Юрий Анатольевич (80) — советский и российский военачальник, командующий Северо-Кавказским округом внутренних войск МВД России (1993—1995), генерал-лейтенант в отставке[80].
- Креминь, Дмитрий Дмитриевич (65) — украинский поэт, лауреат Государственной премии Украины имени Тараса Шевченко (1999)[81].
- Леди Франсиску (84) — бразильская актриса[82][83].
- Масопуст, Карел (76) — чехословацкий хоккеист, серебряный призёр зимних Олимпийских игр в Гренобле (1968)[84].
- Пескару, Николае (76) — румынский футболист, игрок национальной сборной, участник чемпионата мира в Мексике (1970)[85].
- Резник, Леонид Борисович (56) — российский хирург-травматолог, доктор медицинских наук (2006), профессор[86].

## 24 мая

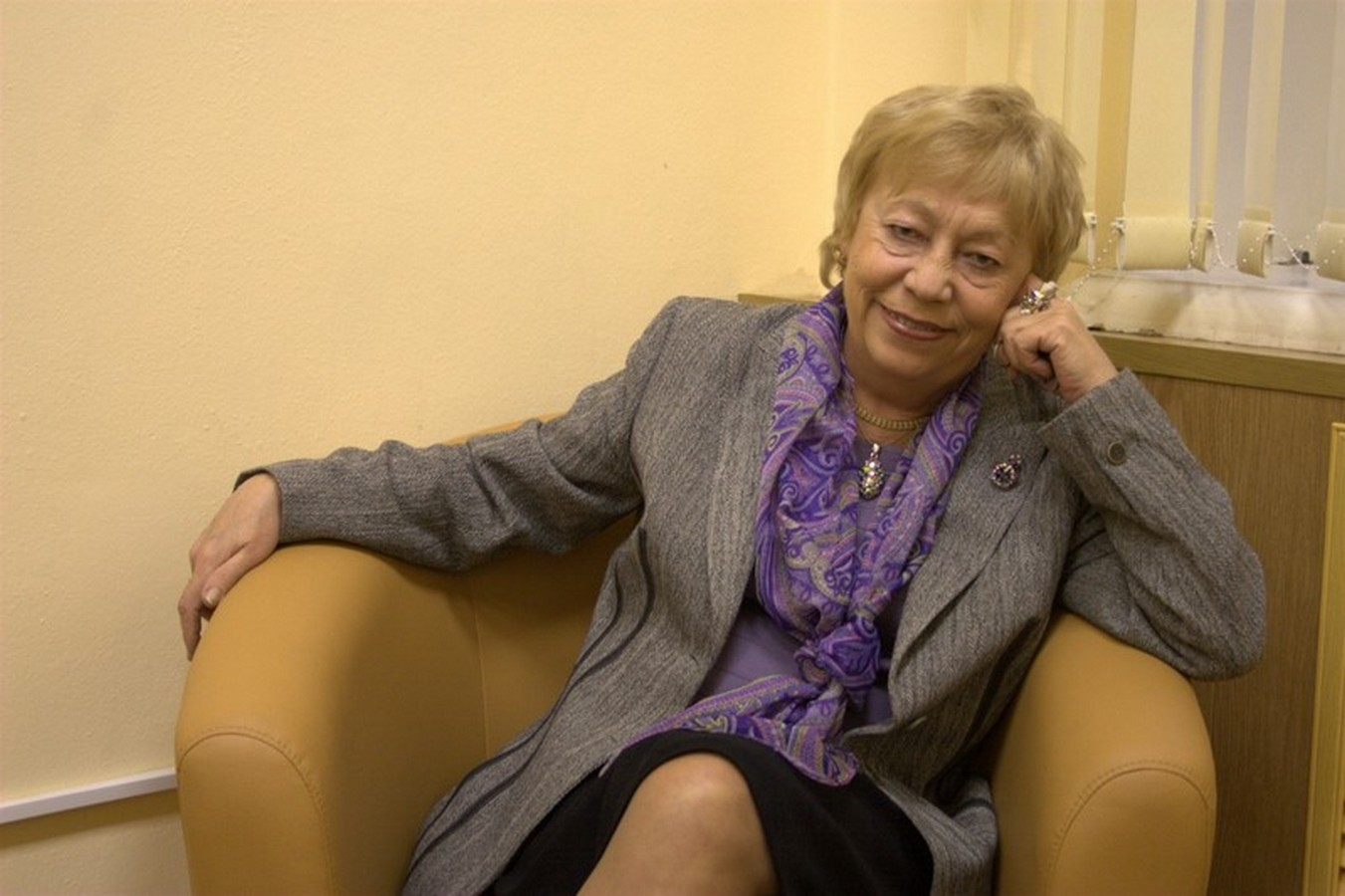
Наталия Басовская

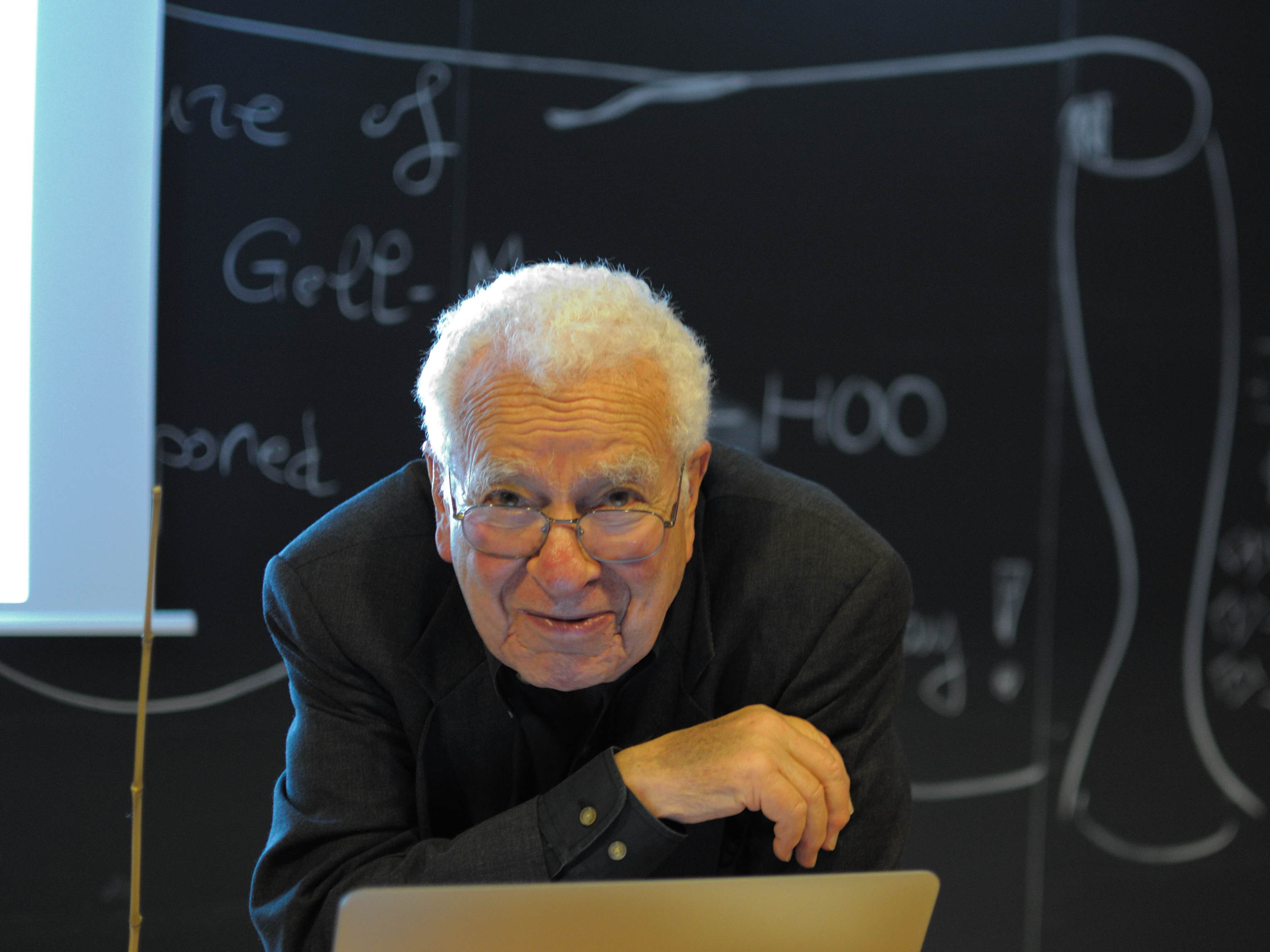
Марри Гелл-Ман

- Ате, Пьер (89) — французский киноактёр[87].
- Басовская, Наталия Ивановна (78) — советский и российский историк-медиевист, доктор исторических наук (1988), заслуженный профессор РГГУ (2006)[88].
- Боццао, Джанфранко (82) — итальянский футболист[89].
- Бух, Юсуф (98) — пакистанский дипломат, посол Пакистана в Швейцарии[90].
- Гелл-Ман, Марри (89) — американский физик-теоретик, лауреат Нобелевской премии по физике (1969), иностранный член РАН (1994)[91].
- Голованов, Олег Сергеевич (84) — советский гребец академического стиля и тренер, чемпион летних Олимпийских игр в Риме (1960), заслуженный мастер спорта СССР (1960), заслуженный тренер СССР (1979)[92].
- Жегарац, Душица (75) — югославская актриса[93].
- Ишбердин, Эрнст Файзрахманович (84) — советский и российский башкирский языковед-тюрколог, доктор филологических наук (1989), профессор[94].
- Керестеджиянц, Леонид Владимирович (87) — советский и российский дипломат, Чрезвычайный и Полномочный Посол России в Хорватии (1992—1996) и в Болгарии (1996—1999)[95].
- Мальчукова, Татьяна Георгиевна (79) — российский литературовед, доктор филологических наук, профессор ПетрГУ[96].
- Моррис, Эдмунд (78) — британский и американский писатель-биограф, лауреат Пулитцеровской премии (1980)[97].
- Пасос, Мануэль (89) — испанский футбольный вратарь[98].
- Титов, Владимир Николаевич (78) — советский и российский биохимик, доктор медицинских наук (1982), профессор[99].
- Фрич, Ярослав Эрик (69) — чешский поэт, музыкант и публицист[100].
- Чечнев, Борис Иванович (70) — советский и российский хоккейный арбитр, судья всесоюзной категории[101].
- Яшкова, Наталья Фроловна (88) — доярка колхоза «Путь к коммунизму» Венгеровского района Новосибирской области, Герой Социалистического Труда (1966)[102].

## 23 мая

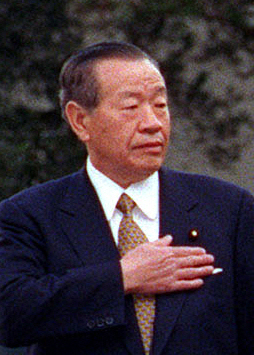
Хосэй Норота

- Абрамов, Сергей Егорович (62) — советский хоккеист, выступавший за клуб «Ижсталь», двукратный чемпион мира среди молодёжных команд (1975 и 1976), тренер[103].
- Дабенгва, Думисо (79) — зимбабвийский государственный и политический деятель, министр внутренних дел (1992—2000), президент Союза африканского народа Зимбабве (с 2008)[104].
- Дженнари, Тони (76) — американский и итальянский баскетболист, обладатель Кубка чемпионов ФИБА (1971/1972)[105].
- Ландау, Петер (84) — немецкий историк права[106].
- Лонг, Бобби (65) — американский серийный маньяк и убийца; казнён[107].
- Норота, Хосэй (89) — японский государственный деятель, министр сельского, лесного и рыбного хозяйства (1995—1996), директор Управления национальной обороны Японии (1998—1999)[108].
- Пелаэс, Вильфредо (88) — уругвайский баскетболист, бронзовый призёр летних Олимпийских игр в Хельсинки (1952)[109].
- Сидоравичюс, Владас (55) — бразильско-литовский математик
- Таирова, Альфия Рахимовна (63) — российский учёный в области ветеринарной медицины, доктор биологических наук (2001), профессор[110].
- Удварди, Анна (69) — венгерский кинопродюсер, лауреат премии Оскар за лучший короткометражный фильм (2017)[111].
- Шкорич, Златко (77) — хорватский футболист и тренер, игрок сборной Югославии (1964—1966)[112].
- Эльвиус, Айна (101) — шведский астроном, член Шведской королевской академии наук (1975)[113].

## 22 мая

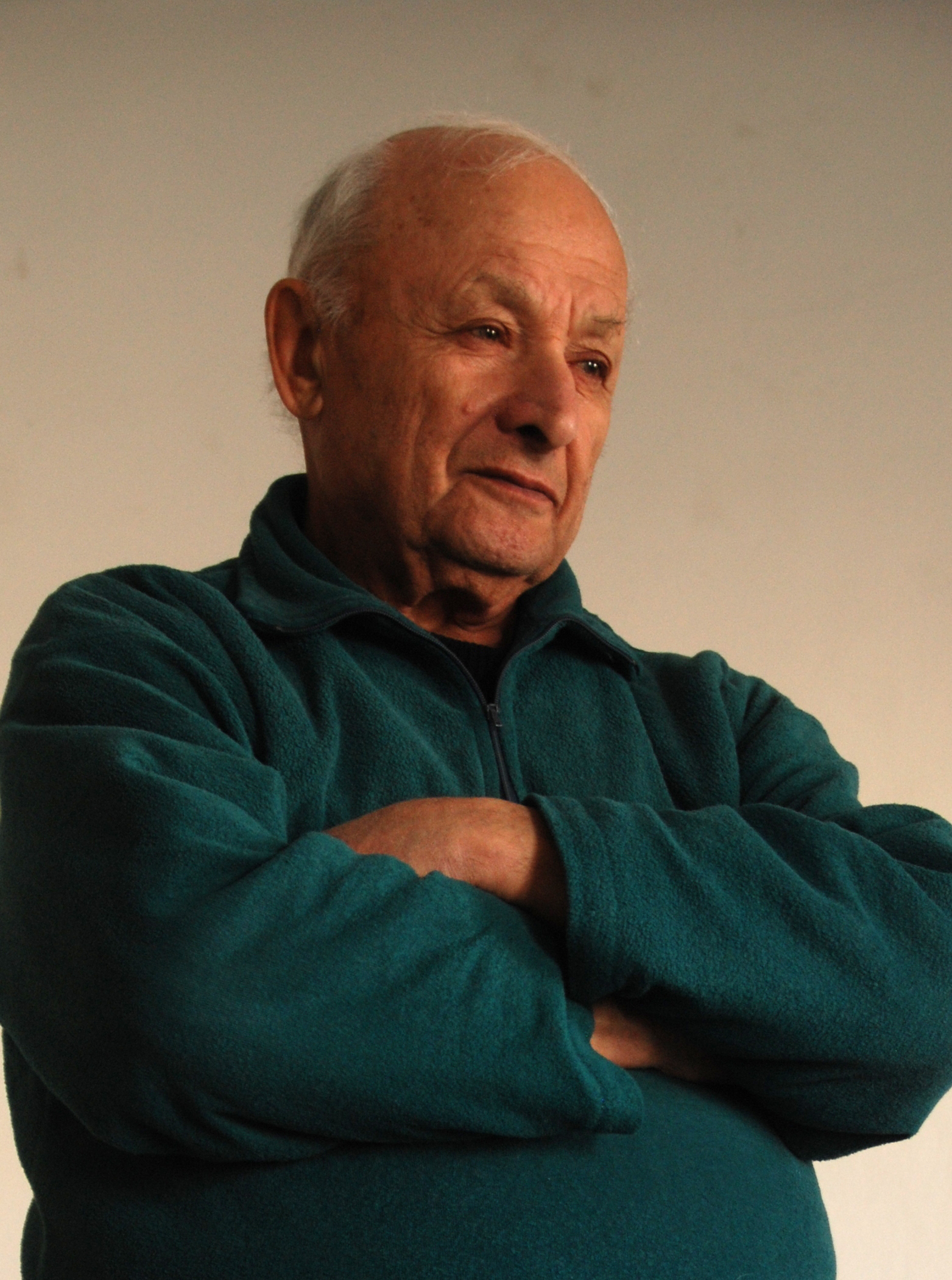
Гилель Бутман

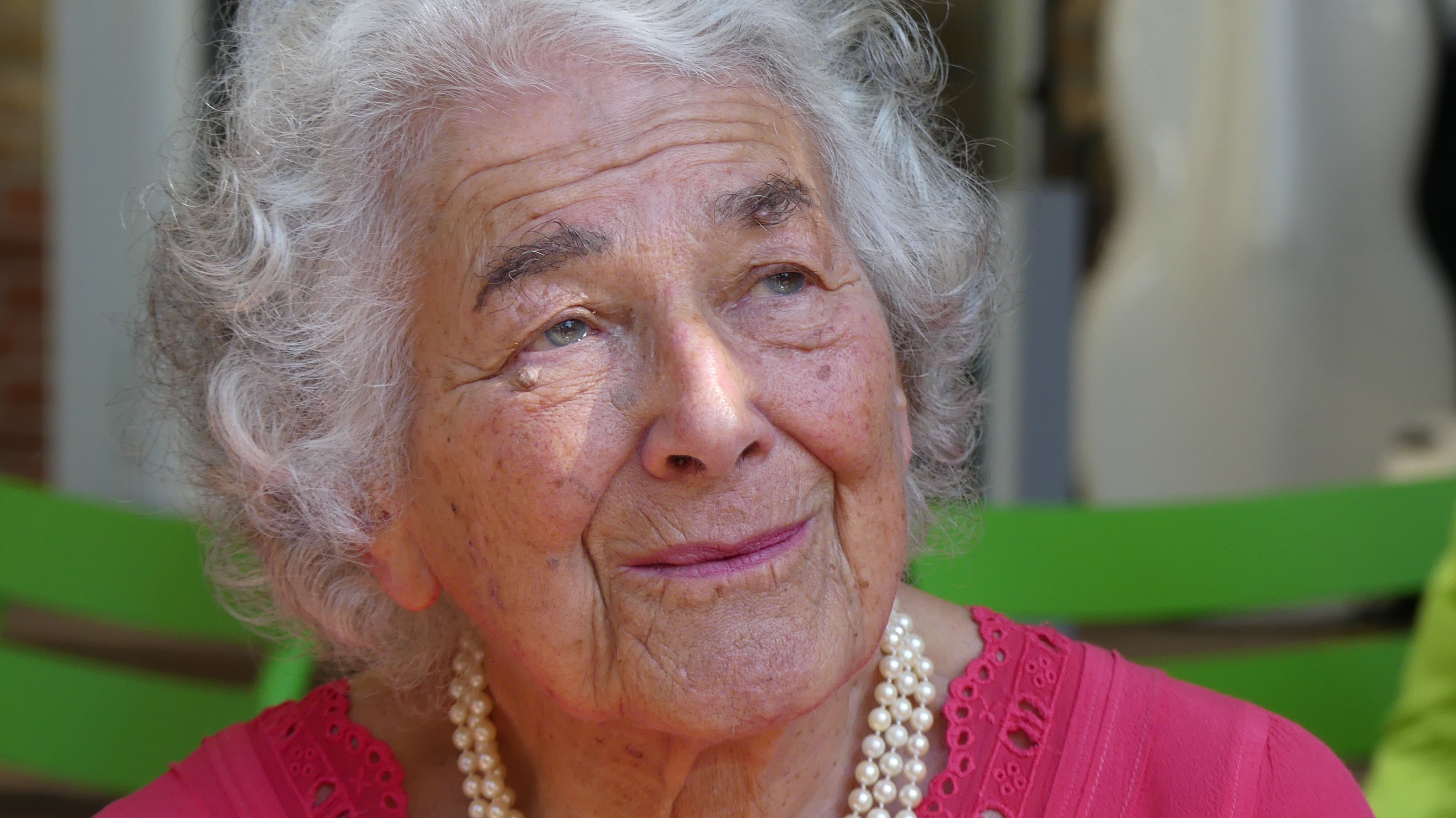
Джудит Керр

- Ахмад Шах (88) — представитель малайзийской монархической власти, король Малайзии (1979—1984), султан Паханга (1974—2019)[114].
- Бутман, Гилель Израилевич (86) — советский правозащитник и политзаключённый[115].
- Воронина, Татьяна Александровна (86) — советский и российский композитор и пианист, профессор Санкт-Петербургской консерватории, заслуженный деятель искусств Российской Федерации[116].
- Ганин, Кирилл (52) — основатель, директор и художественный руководитель Московского концептуального театра (с 1994 года)[117].
- Гевондян, Рубен Саркисович (77) — советский и армянский художник, заслуженный художник Республики Армения (2011)[118].
- Кёйперс, Рик (94) — бельгийский кинорежиссёр[119][120].
- Керр, Джудит (95) — английская писательница[121].
- Логвин, Юрий Григорьевич (80) — украинский художник-график и писатель[122].
- Митана, Душан (72) — словацкий писатель[123].
- Пунсет, Эдуард (82) — испанский экономист, депутат Европейского парламента (1987—1994)[124].
- Сокирянский, Александр Федорович (83) - советский и молдавский композитор[125].

## 21 мая

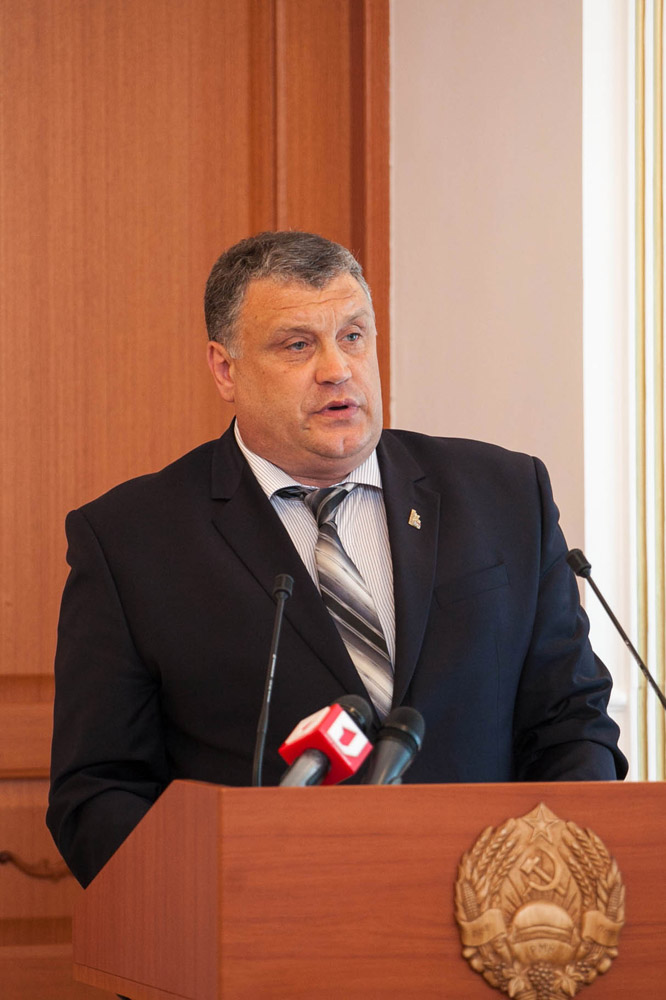
Андрей Безбабченко

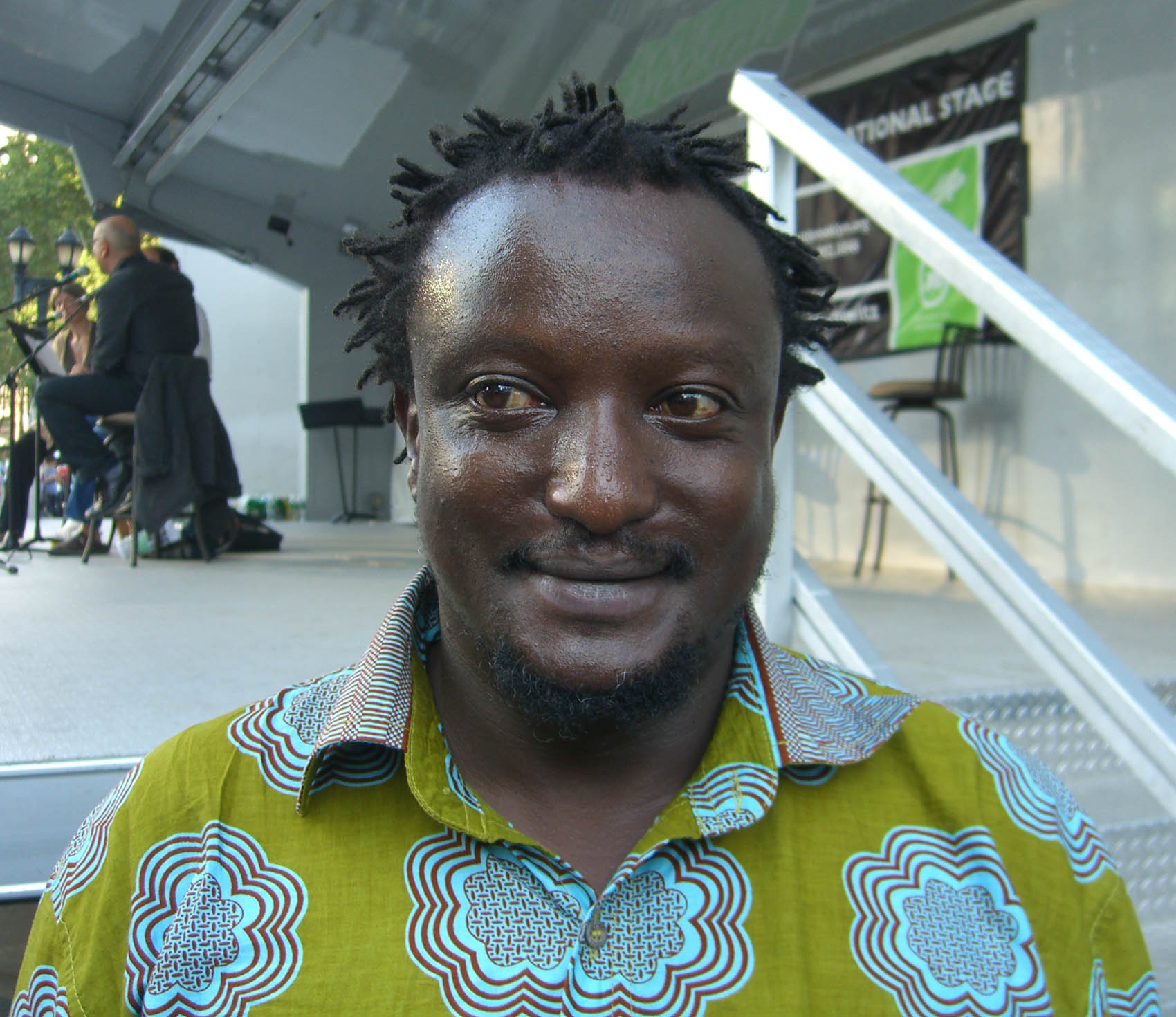
Биньяванга Вайнайна

- Аарма, Юри (67) — эстонский актёр, музыкант и журналист; несчастный случай[126].
- Алес, Патрик (88) — французский парикмахер и бизнесмен, изобретатель укладки для волос[127].
- Безбабченко, Андрей Иванович (55) — приднестровский политический деятель, глава администрации города Тирасполя (2012—2016); убийство[128].
- Биньяванга Вайнайна (48) — кенийский писатель[129].
- Блэк, Джейк (59) — британский музыкант, сооснователь и певец Alabama 3[130].
- Бобров, Алексей Алексеевич (76) — советский и российский художник и поэт[131].
- Емельянов, Николай Геннадьевич (72) — советский и белорусский театральный актёр, артист Гродненского областного драматического театра (c 1980), заслуженный артист Белорусской ССР (1988)[132].
- Иващишин, Маркиян Иосифович (53) — украинский политический и культурный деятель[133].
- Иерусалимский, Алексей Павлович (92) — советский и российский учёный в области нейроинфекций, доктор медицинских наук (1967), профессор, заслуженный деятель науки Российской Федерации[134].
- Константинов, Александр Александрович (65) — российский художник и архитектор[135].
- Кэрролл, Лоуренс (64) — американский художник[136].
- Македон, Владимир Митрофанович (80) — советский и российский хоровой дирижёр, художественный руководитель Челябинской академической хоровой капеллы мальчиков и юношей «Молодость», заслуженный работник культуры Российской Федерации (1997)[137].
- Махар, Али Мохаммад (52) — пакистанский государственный деятель, министр по контролю над наркотиками (с 2018 года)[138].
- Миллс, Ройс (77) — британский актёр[139][140].
- Поклад, Александр Борисович (59) — российский тележурналист[141].
- Сансовини, Глауко (80) — сан-маринский государственный деятель, капитан-регент Сан-Марино (2010)[142].
- Сеген, Жинетт (85) — канадская горнолыжница, участница зимних Олимпийских игр в Кортина-д’Ампеццо (1956)[143].
- Уинтон, Нан (93) — британская телеведущая, первая женщина — ведущая телекомпании BBC[144].

## 20 мая

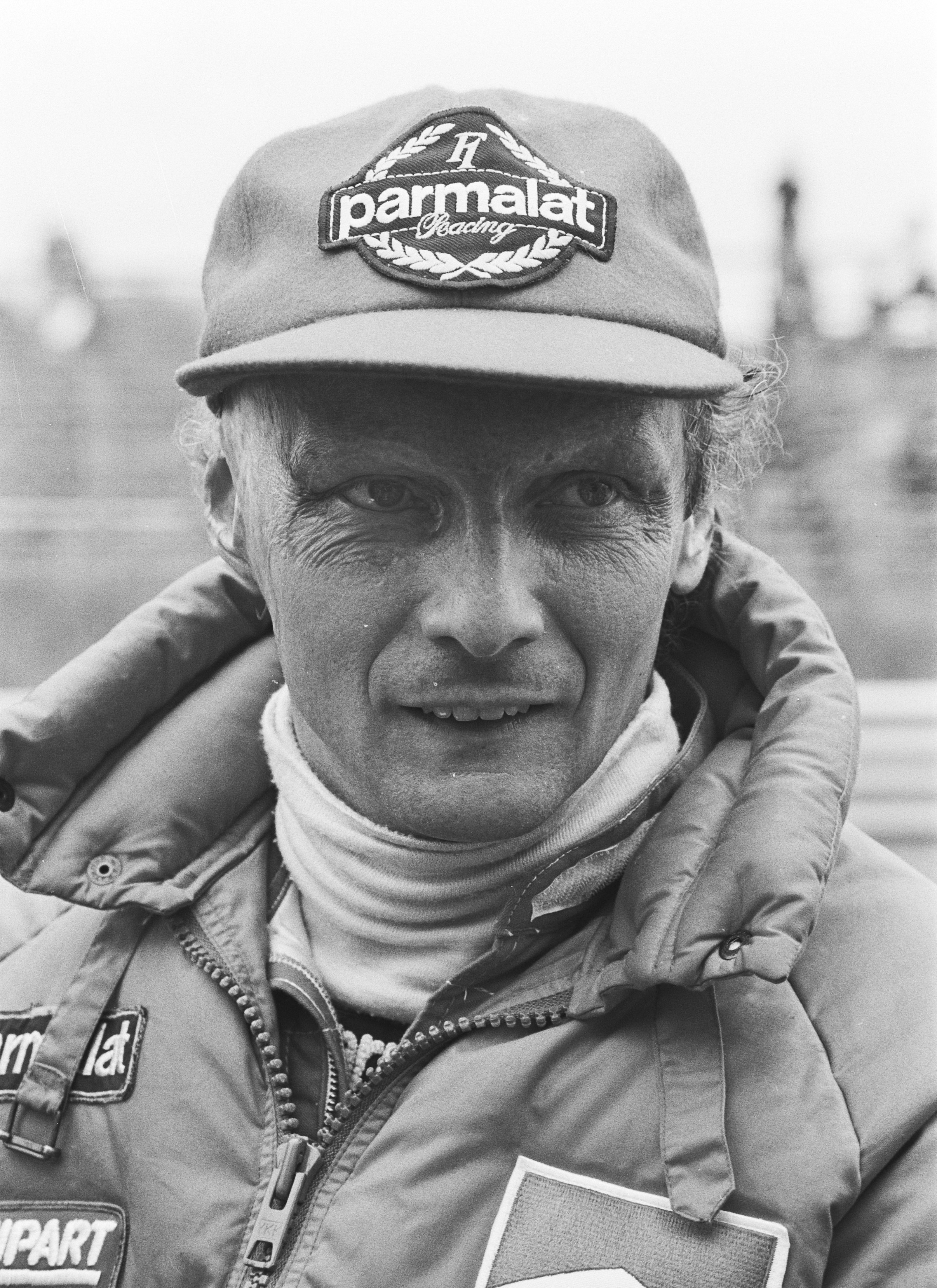
Ники Лауда

- Алимшоев, Муборакшо (80) — советский таджикский государственный и политический деятель и журналист[145].
- Балестрини, Нанни (83) — итальянский поэт[146].
- Бардхан, Адриш (86) — индийский писатель-фантаст[147].
- Барсуков, Эдуард Григорьевич (85) — советский и российский поэт[148].
- Гречаный, Вячеслав Васильевич (79) — советский и российский философ, доктор философских наук, профессор[149].
- Д'Аламбер, Сэнди (85) — американский юрист и деятель образования, президент Американской ассоциации юристов (1991—1992) и президент Университета штата Флорида (1994—2003)[150].
- Закай, Мира (76) — израильская оперная певица (меццо-сопрано)[151].
- Лауда, Ники (70) — австрийский автогонщик и спортивный менеджер, трёхкратный чемпион мира в классе Формула-1 (1975, 1977, 1984)[152].
- Мур, Джон (81) — британский государственный деятель, министр здравоохранения и социального обеспечения (1987—1988), министр социального обеспечения Великобритании (1988—1989)[153].
- Нгуен Куанг Туан (93) — вьетнамский писатель и поэт[154].
- Риббентроп, Рудольф фон (98) — гауптштурмфюрер войск СС, сын Иоахима фон Риббентропа[155].
- Седракян, Вардан Никитович (69) — советский и армянский художник-постановщик кино[156].
- Фатнев, Юрий Сергеевич (81) — советский, российский и белорусский писатель[157].
- Фурухата, Ясуо (84) — японский кинорежиссёр и сценарист[158].
- Холл, Эндрю (65) — британский актёр[159][160].
- Холман, Дерек (88) — канадский композитор, органист и хоровой дирижёр[161].
- Янковский, Богдан (81) — польский альпинист[162].

## 19 мая

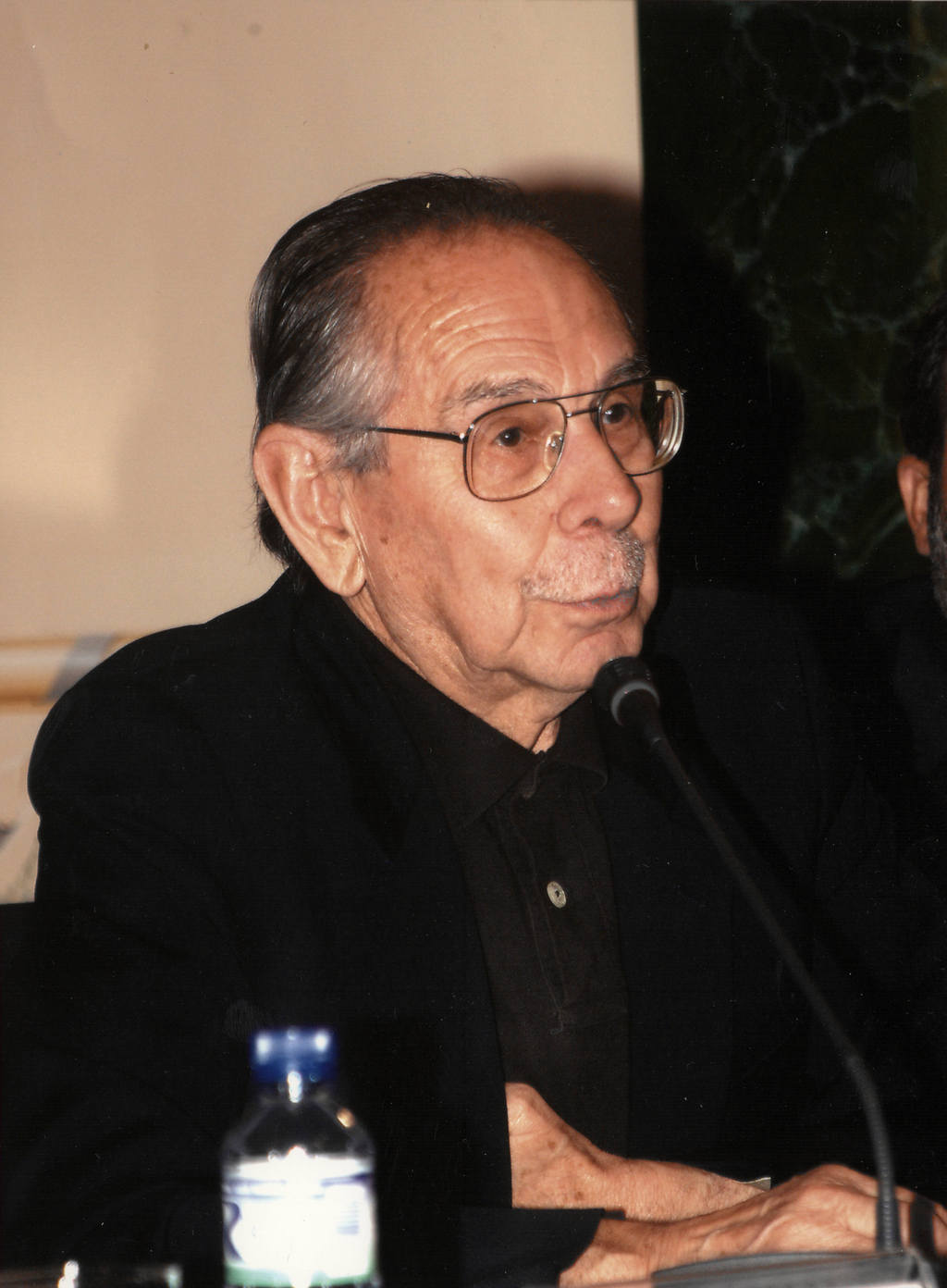
Карлос Альтамирано

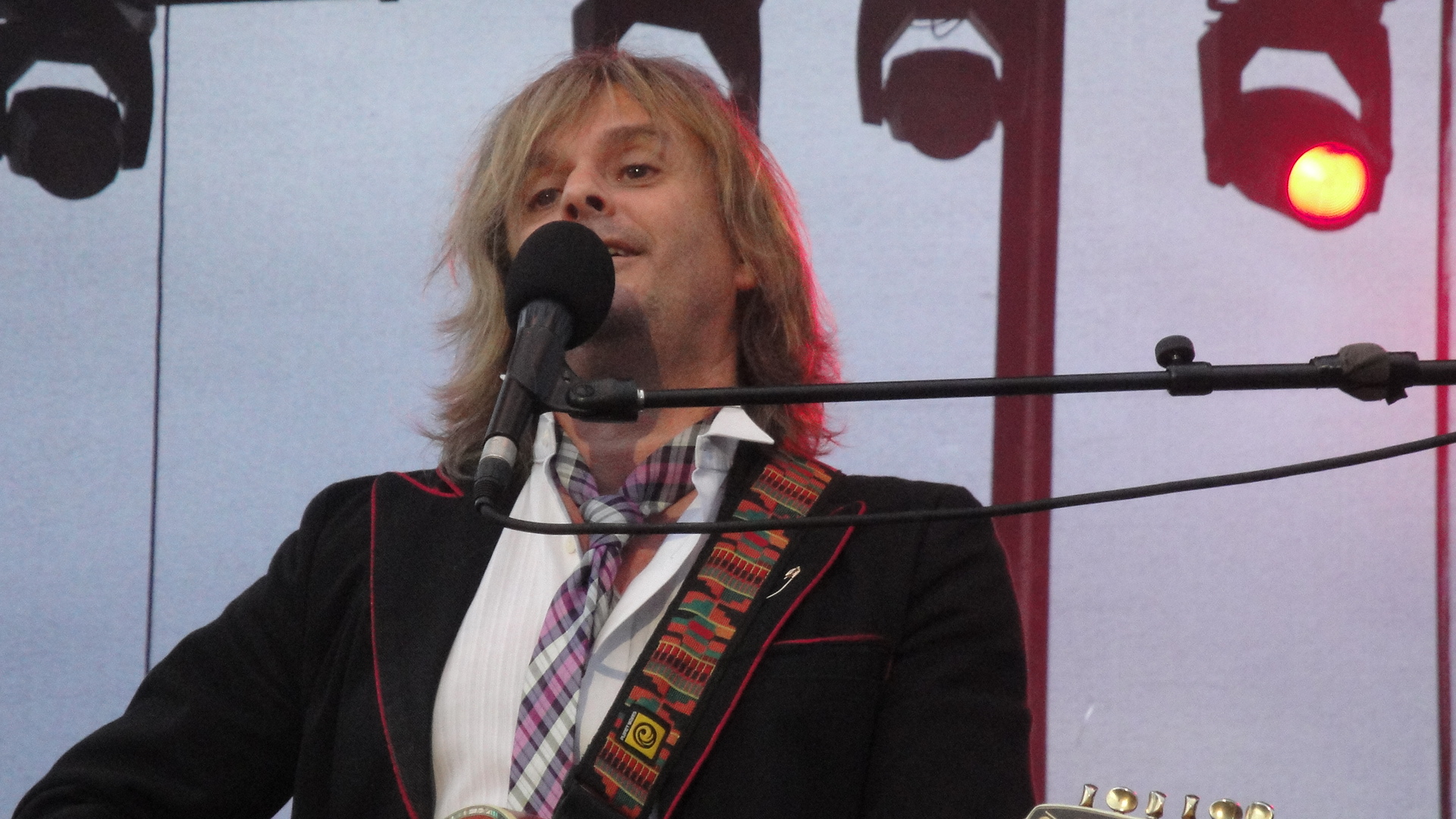
Нильда Фернандес

- Альтамирано, Карлос (96) — чилийский политический деятель, генеральный секретарь Социалистической партии Чили (1971—1979)[163].
- Иямбо, Никкей (82) — намибийский государственный деятель, вице-президент Намибии (2015—2018)[164].
- Липнина, Наталья Яковлевна (90) — советский тренер по художественной гимнастике, судья всесоюзной категории, заслуженный работник физической культуры РСФСР (1984)[165].
- Милетт, Джон (98) — австралийский поэт[166].
- Мулай, Виджая (98) — индийский документальный кинорежиссёр и историк кино[167].
- Папа, Сюзан (64) — филиппинская пловчиха, чемпион Азии (1974)[168].
- Уэдд, Патрик (71) — канадский органист и композитор[169].
- Фернандес, Нильда (61) — французский шансонье[170].
- Хант, Дэвид Ричард (80) — британский ботаник, специалист по кактусам[171].
- Хедберг, Ингемар (99) — шведский гребец-байдарочник, серебряный призёр летних Олимпийских игр в Хельсинки (1952)[172].
- Чернобай, Виталий Иванович (89) — советский легкоатлет, участник летних Олимпийских игр в Мельбурне, многократный чемпион и призёр чемпионатов СССР и Украины, мастер спорта СССР (1952)[173].
- Эрп, Денис (88) — южноафриканский военный деятель, начальник Военно-воздушных сил Южно-Африканской Республики (1984—1988)[174].
- Янсон, Альфред (82) — норвежский пианист и композитор[175]

## 18 мая

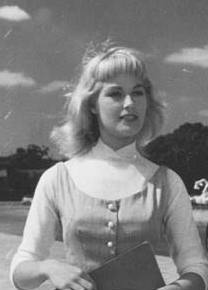
Аналия Гаде

- Аналия Гаде (87) — аргентинская актриса[176].
- Боден, Жан (80) — канадский режиссёр и сценарист, монтажёр и продюсер[177][178].
- Бодуэн, Марио (76) — боливийский биолог[179]
- Бургсмюллер, Манфред (69) — западногерманский футболист, чемпион ФРГ (1987/88), обладатель Суперкубка ФРГ (1988) в составе бременского «Вердера»[180][180]..
- Вершинина, Наталья Леонидовна (68) — российский литературовед, доктор филологических наук, профессор[181].
- Давидов, Динко (88) — сербский историк искусства, действительный член Сербской академии наук и искусств (2006)[182]
- Журавлёв, Владимир Васильевич (71) — советский и российский музыкант, концертмейстер группы флейт Ульяновского академического симфонического оркестра «Губернаторский», заслуженный артист России[183].
- Ирхин, Александр Сергеевич (65) — советский и российский футбольный тренер[184].
- Киснер, Юрген (76) — западногерманский велогонщик, серебряный призёр летних Олимпийских игр в Мехико (1968)[185].
- Пельменев, Михаил Денисович (85) — советский и российский геолог и государственный деятель, доктор геолого-минералогических наук (1986), заслуженный геолог Российской Федерации (1992)[186].
- Стрэй Рисдалл, Сигне Мари (94) — норвежский государственный деятель, губернатор Эуст-Агдер (1983—1994)[187].
- Уэйт, Женевьева (71) — американская актриса и певица[188].
- Шандала, Михаил Георгиевич (90) — советский и российский гигиенист, директор НИИ дезинфектологии Роспотребнадзора (1991—2011), академик АМН СССР—РАМН (1986—2013), академик РАН (2013)[189].
- Шор, Сэмми (92) — американский актёр, стендап-комик, один из основателей клуба The Comedy Store, отец Поли Шора[190][191].

## 17 мая

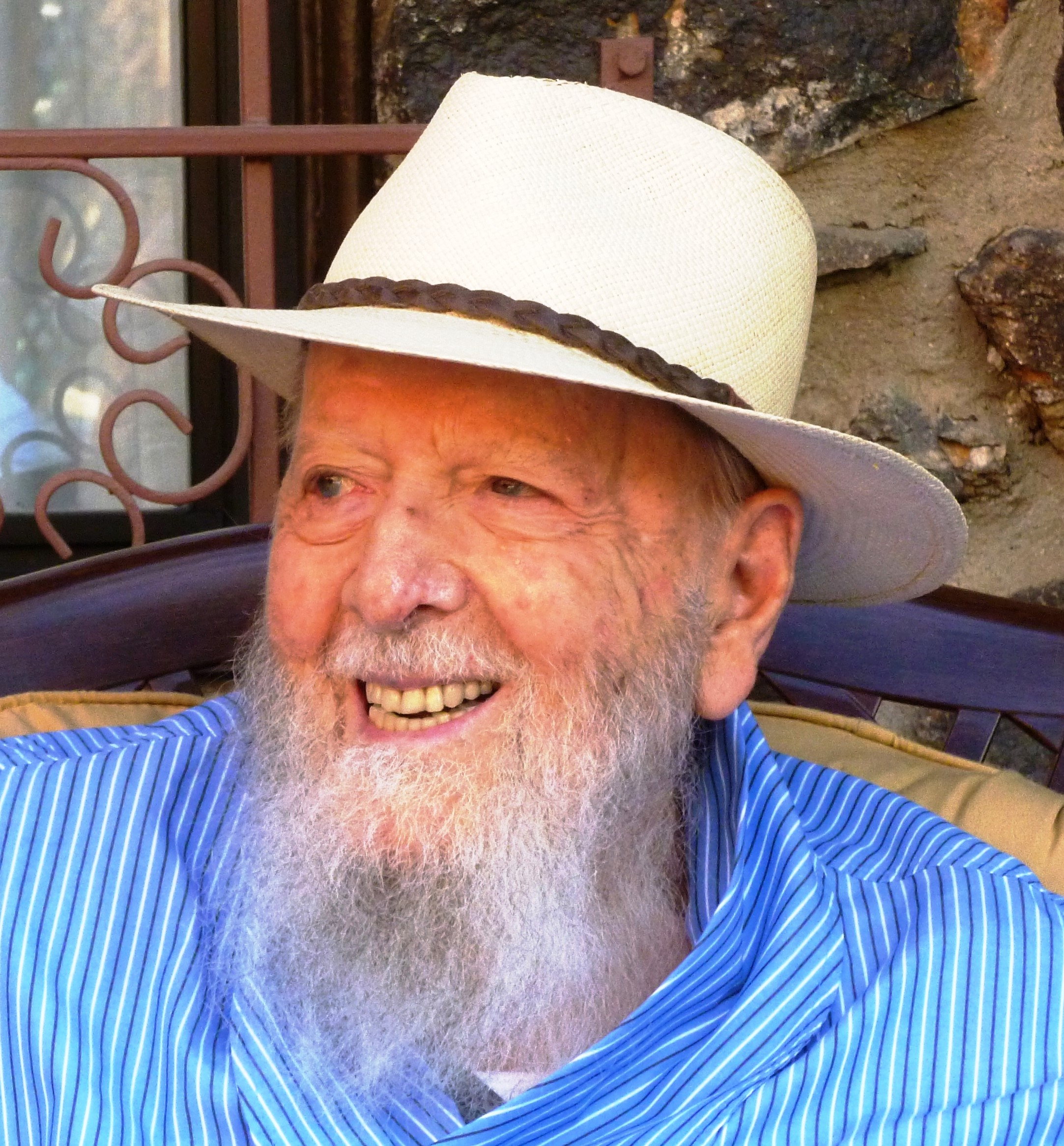
Герман Воук

- Абдрахманов, Абдрашит Хакимович (72) — советский и казахстанский боксёр, тренер и киноактёр, мастер спорта международного класса, двукратный чемпион СССР, заслуженный артист Кыргызстана[192].
- Балабайченко, Леонид Аркадьевич (83) — советский и российский дирижёр, главный дирижёр Железногорского театра оперетты (с 1979 года), заслуженный деятель искусств РСФСР (1988)[193].
- Балтакис, Паулюс Антанас (94) — литовский католический прелат, апостольский пастор литовской диаспоры[194].
- Воук, Герман (103) — американский писатель, лауреат Пулитцеровской премии (1952)[195].
- Отажонов, Ортик (72) — советский и узбекский артист, художественный руководитель ансамбля «Лазги» (1982—1988), народный артист Узбекской ССР (1991), Туркменистана и Каракалпакстана (1993)[196].
- Раллапалли (73) — индийский актёр[197].
- Рока, Эдуардо (97) — аргентинский дипломат, посол в США (1968—1970) и постоянный представитель при ООН (1982)[198].
- Сандретти, Альберто (86) — итальянский предприниматель, коллекционер русского искусства и меценат[199].
- Сапронов, Валентин Гаврилович (87) — советский футболист и тренер, игрок «Шахтёра» (1952—1963), двукратный обладатель Кубка СССР (1961, 1962), заслуженный мастер спорта СССР (1963)[200].
- Шайдаев, Гаджи-Курбан Гаджиевич (87) — советский деятель органов правопорядка, генерал-майор внутренней службы (1976)[201].
- Аф Юкник, Юнас (81) — шведский бизнесмен, сооснователь Oriflame[202].

## 16 мая

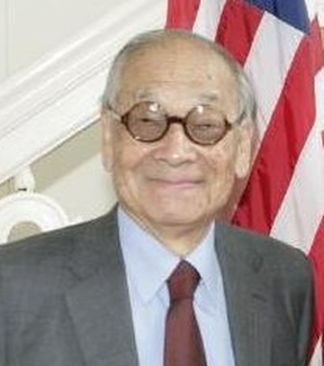
Бэй Юймин

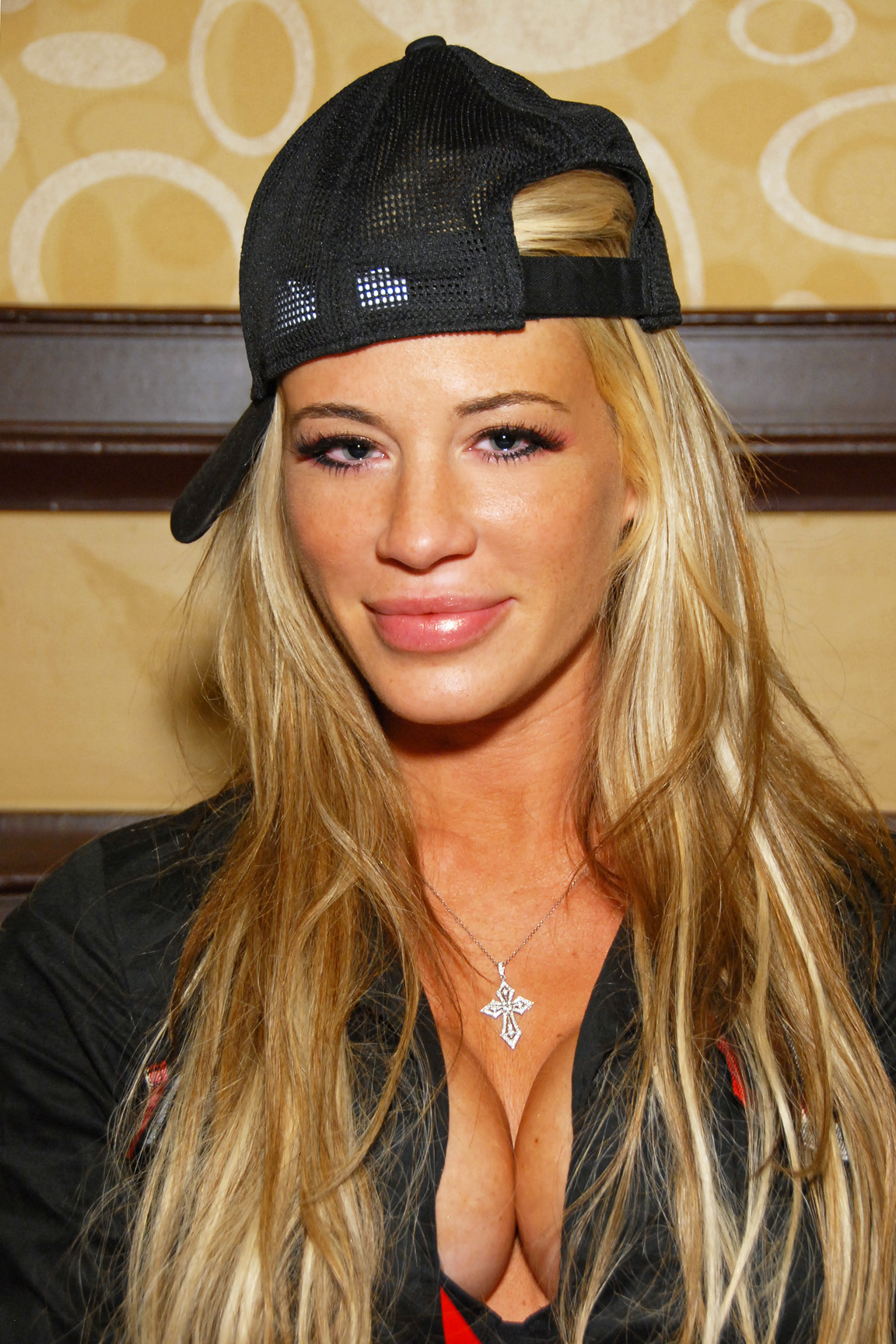
Эшли Массаро

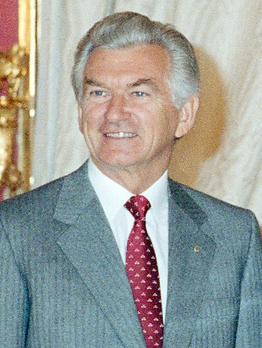
Роберт Хоук

- Батурин, Николай Фёдорович (82) — советский и эстонский писатель и драматург[203].
- Бэй Юймин (102) — американский архитектор, лауреат Притцкеровской премии (1983)[204].
- Джалилов, Равиль Рахматуллаевич (83) — советский футболист[205].
- Иннергофер, Зепп (91) — австрийский националист, деятель и сооснователь Комитета освобождения Южного Тироля[206].
- Кинякин, Сергей Васильевич (81) — советский и российский мордовский поэт, народный поэт Мордовии[207].
- Колганов, Леонид Семёнович (63) — русский писатель и поэт[208].
- Кубанова, Анна Алексеевна (70) — советский и российский дерматовенеролог, академик РАМН (2004—2013), академик РАН (2013), директор Государственного научного центра дерматовенерологии и косметологии Минздрава РФ (с 2010 года), главный внештатный специалист-дерматовенеролог Минздрава РФ (с 2010 года)[209].
- Массини, Пер (78) — нидерландский актёр[210].
- Массаро, Эшли (39) — американский рестлер, валет, модель и актриса; самоубийство[211].
- Мишайл, Мик (97) — французская певица[212].
- Накш, Джамиль (79) — пакистанский художник[213].
- Нозковски, Томас (75) — американский художник[214].
- Рахимов, Камилджан Рахимович (73) — советский и узбекский государственный деятель, министр связи Узбекистана (1985—1995)[215].
- Хабилов, Тохир Абдумаликович (72) — советский и узбекский писатель, народный писатель Узбекистана (2000)[216].
- Хоук, Роберт (89) — австралийский государственный деятель, премьер-министр Австралии (1983—1991)[217].
- Яджед, Сол (96) — американский джазовый кларнетист[218].
- Ясинский, Александр Ибрагимович (89) — советский и российский промышленник и общественный деятель[219].

## 15 мая

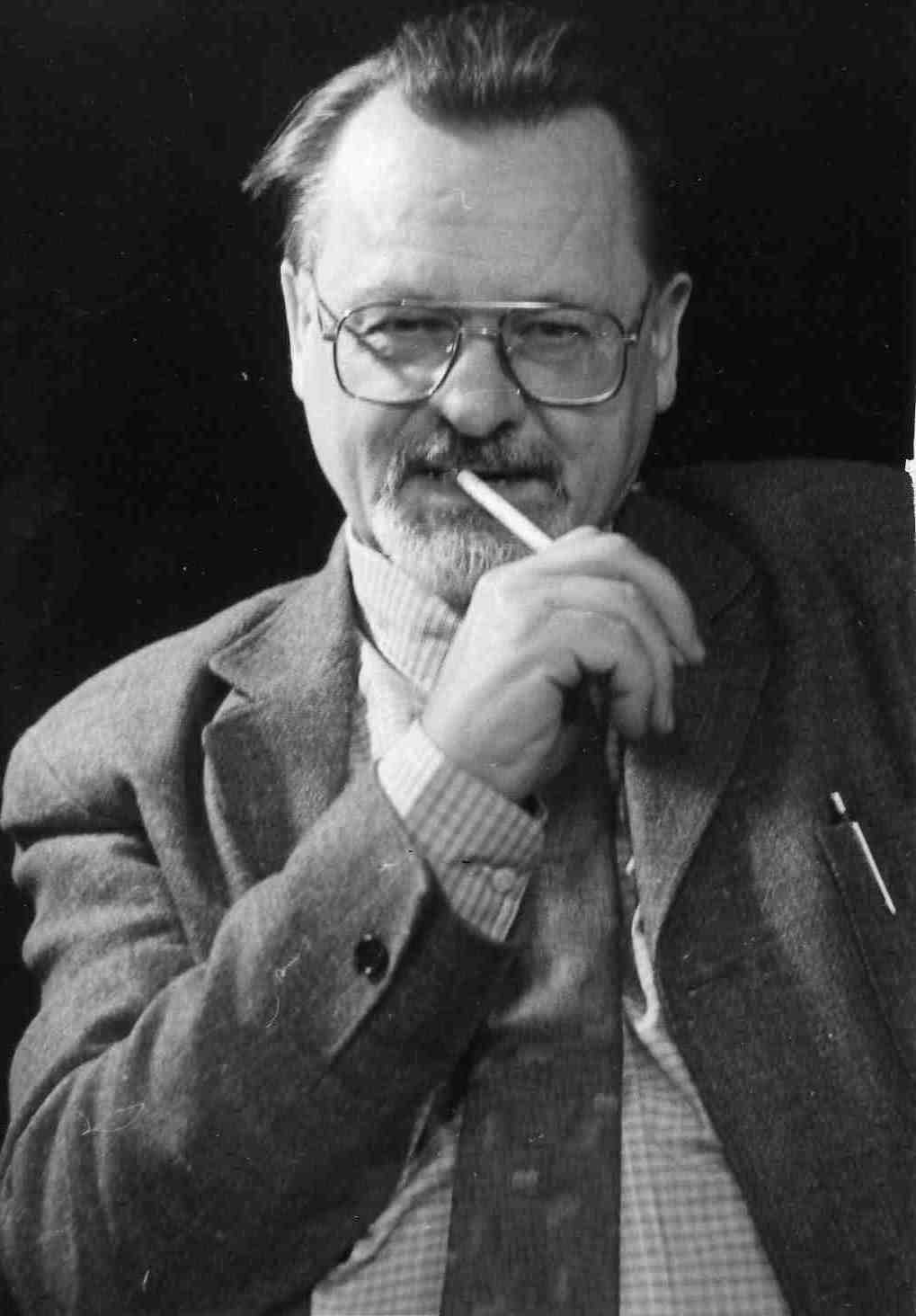
Владимир Колесов

- Барксдейл, Чак (84) — американский певец (The Dells)[220].
- Батырева, Наталья Яковлевна (79) — советская киноактриса[221].
- Даймонд, Бобби (75) — американский актёр и адвокат[222].
- Замбелас, Михалакис (82) — кипрский бизнесмен и государственный деятель, мэр Никосии (2002—2006)[223].
- Киттель, Чарльз (102) — американский физик, сооткрыватель РККИ-обменного взаимодействия[224].
- Колесов, Владимир Викторович (85) — советский и российский языковед, доктор филологических наук (1969), почётный профессор СПбГУ (2018), заслуженный деятель науки Российской Федерации (1999)[225].
- Кумунжиев, Константин Васильевич (79) — советский и российский учёный в области информационных технологий, доктор технических наук (1989), профессор[226].
- Кэппи, Айзек (42) — американский киноактёр[227].
- Третьяков, Анатолий Иванович (80) — советский и российский поэт[228].
- Филиппенко, Пётр Денисович (93) — советский и российский художник[229].
- Янкетич, Миша (80) — югославский и сербский киноактёр[230][231].

## 14 мая

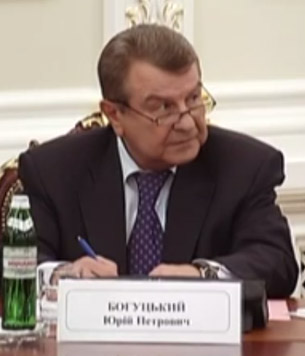
Юрий Богуцкий

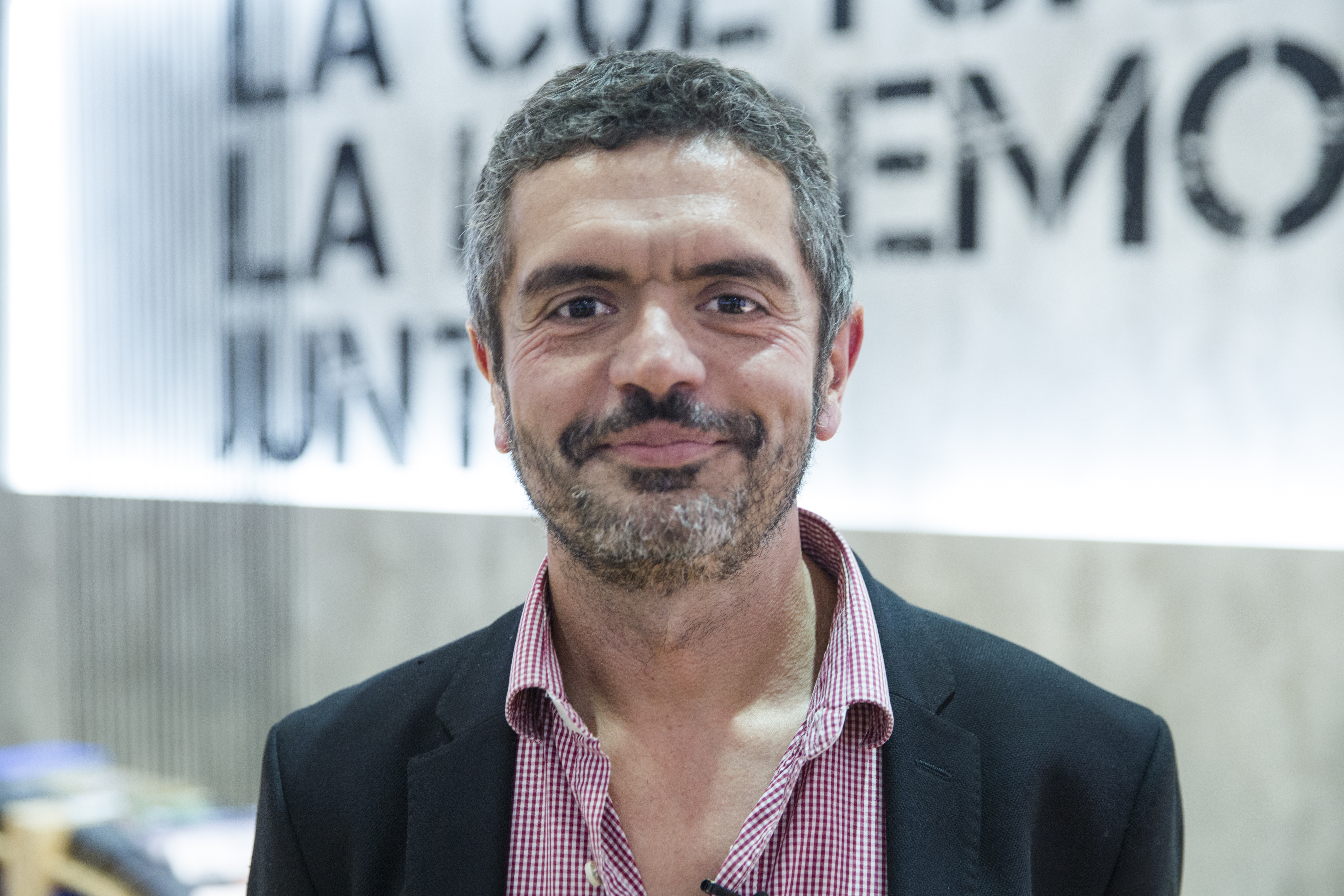
Леопольдо Брисуэла

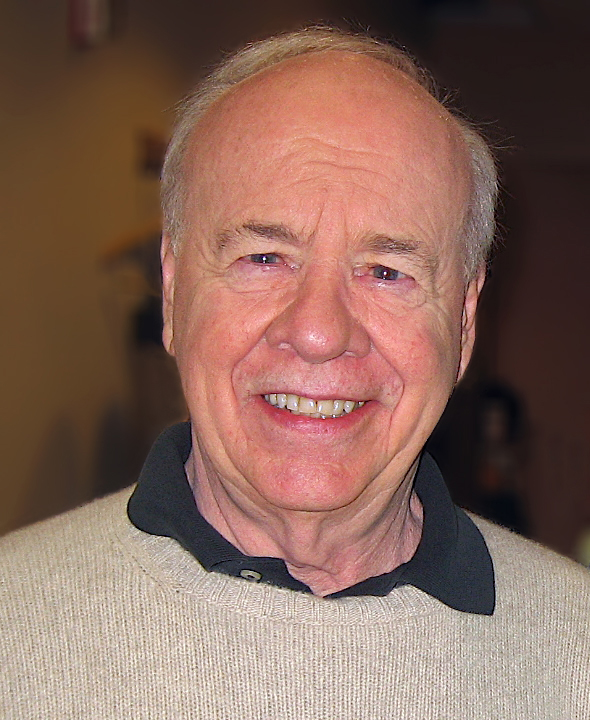
Тим Конуэй

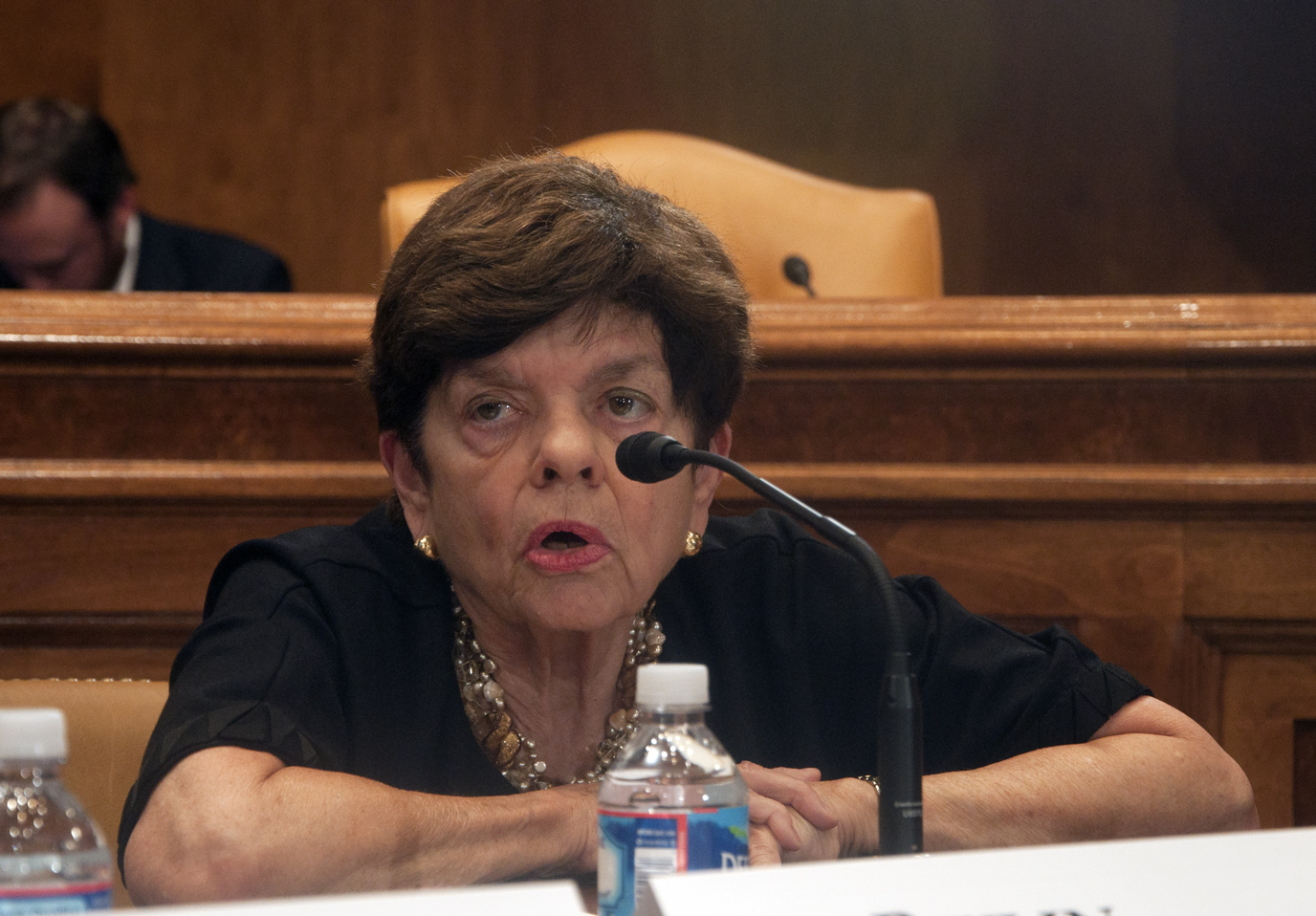
Элис Ривлин

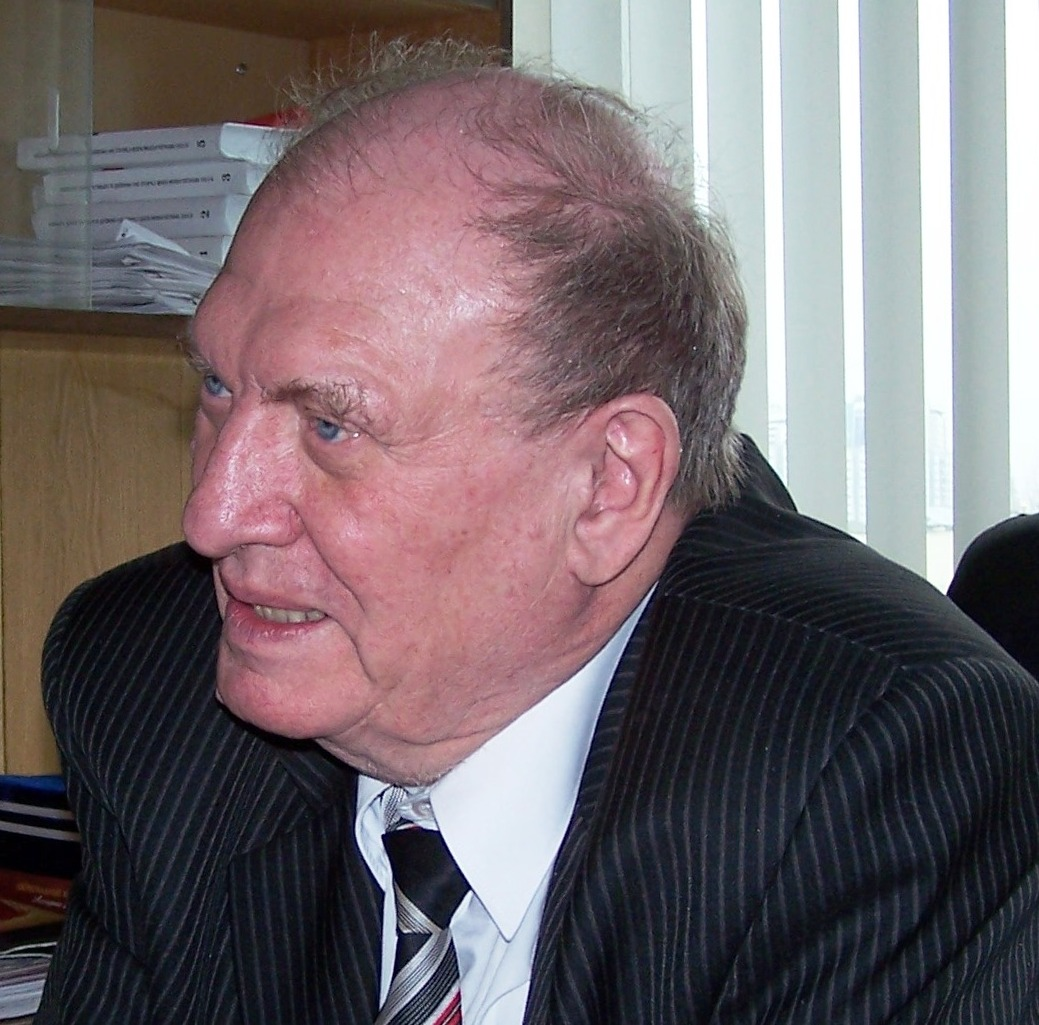
Виталий Швец

- Абдуллаева, Яйра Умаровна (89) — советская и узбекская актриса театра и кино, артистка Узбекского академического драматического театра, народная артистка Узбекской ССР (1964)[232].
- Ахметханов, Артур Фарвазович (56) — советский и российский государственный деятель, министр внутренних дел Северной Осетии (2008—2016), и. о. заместителя премьер-министра Башкортостана (с 2018 года)[233].
- Богуцкий, Юрий Петрович (66) — украинский государственный деятель, министр культуры и искусств (1999, 2001—2005), министр культуры и туризма (2006—2007)[234].
- Бороша, Миливой (98) — югославский и хорватский лётчик[235].
- Боханов, Александр Николаевич (74) — советский и российский историк, доктор исторических наук (1993)[236].
- Брисуэла, Леопольдо (55) — аргентинский журналист, прозаик, поэт и переводчик[237].
- Видарт, Даниэль (98) — уругвайский писатель и антрополог[238].
- Галазова, Земфира Фёдоровна (81) — советская и российская осетинская актриса театра и кино, артистка Северо-Осетинского драматического театра имени В. В. Тхапсаева, народная артистка РСО-Алания (2008)[239].
- Гузиенко, Андрей Святославович (55) — советский и украинский футболист (ЦСКА Москва, «Черноморец» Одесса, «Буковина» Черновцы)[240].
- Гянджумян, Сурен Ованнесович (86) — советский и армянский хореограф, создатель детско-юношеского танцевального ансамбля «Гарун», народный артист Армении (2007)[241].
- Конуэй, Тим (85) — американский актёр кино и телевидения[242][243].
- Копылова, Инна Фёдоровна (82) — советский и российский фтизиатр, доктор медицинских наук, профессор, заслуженный врач Российской Федерации; убийство[244].
- Линдквист, Свен (87) — шведский писатель[245].
- Надь, Ференц Йожеф (96) — венгерский государственный и политический деятель, министр сельского хозяйства (1990—1991), лидер Независимой партии мелких хозяев (1990—1991)[246].
- Ривлин, Элис (88) — американский экономист, заместитель председателя Федеральной резервной системы (1996—1999)[247].
- Россман, Майкл (88) — американский физик и микробиолог, член Национальной академии наук США (1984)[248].
- Саранча, Дмитрий Александрович (73) — российский математик, доктор физико-математических наук (1999), профессор[249].
- Швец, Виталий Иванович (83) — советский и российский биотехнолог, академик РАМН (2004—2013), академик РАН (2013)[250].
- Штумпф, Ремиг (53) — немецкий велогонщик; самоубийство[251].

## 13 мая

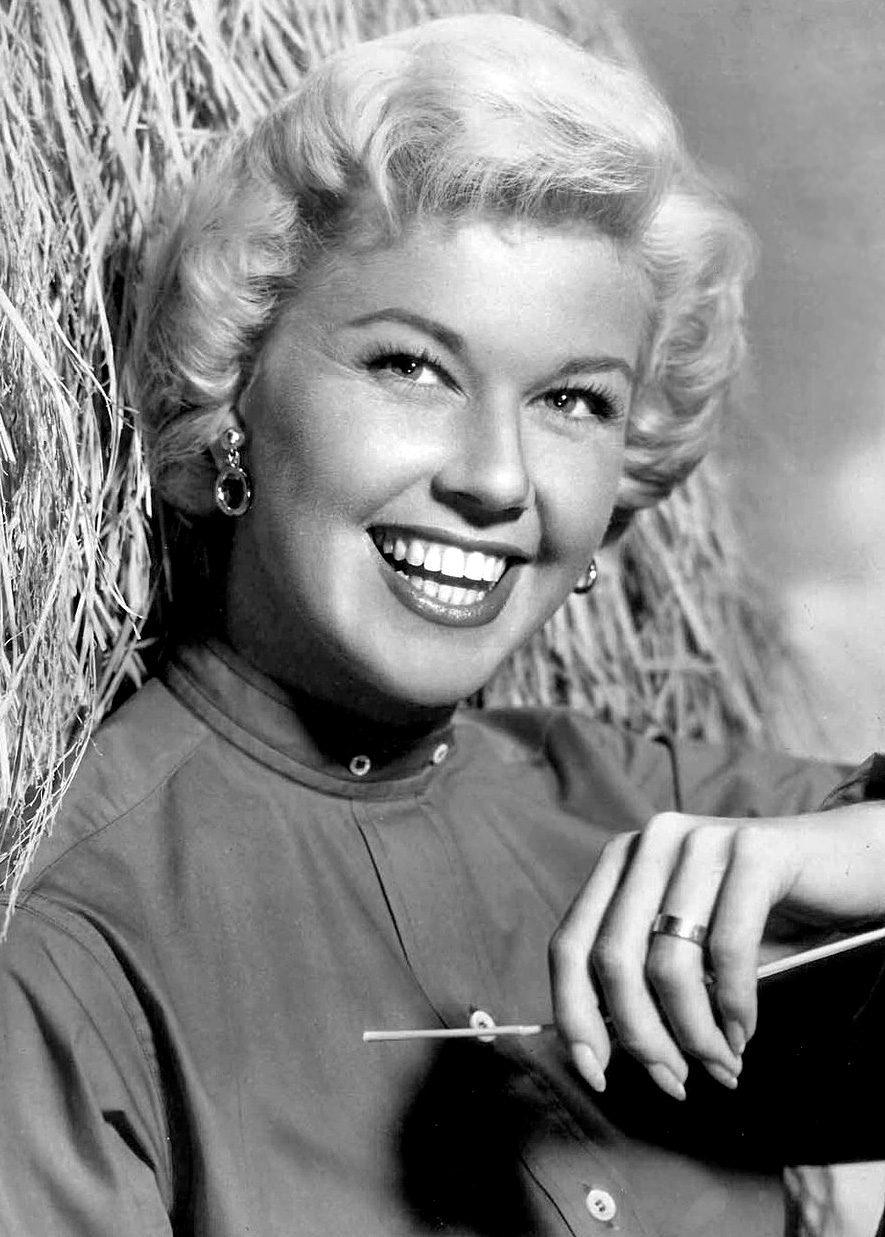
Дорис Дэй

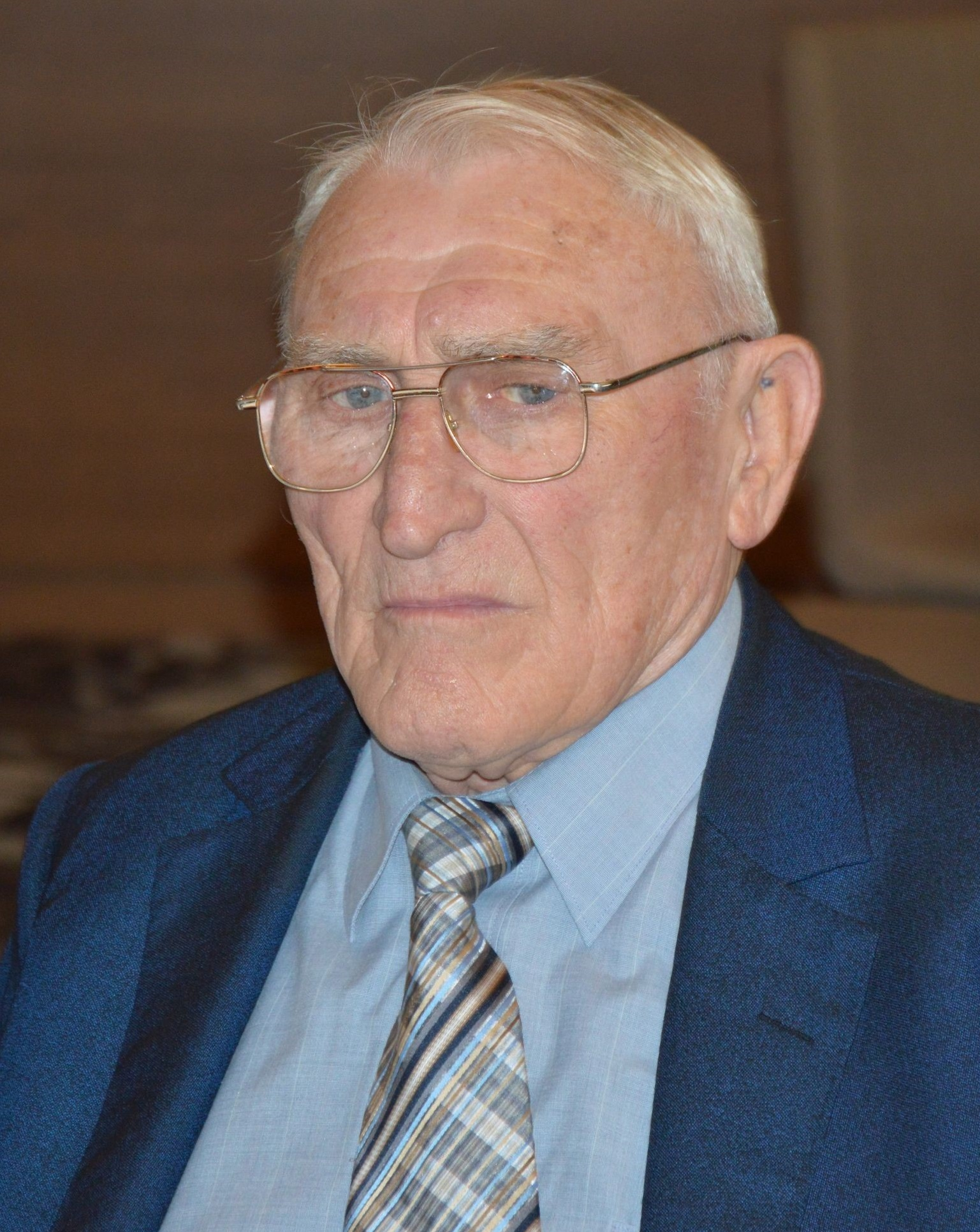
Лайош Фараго

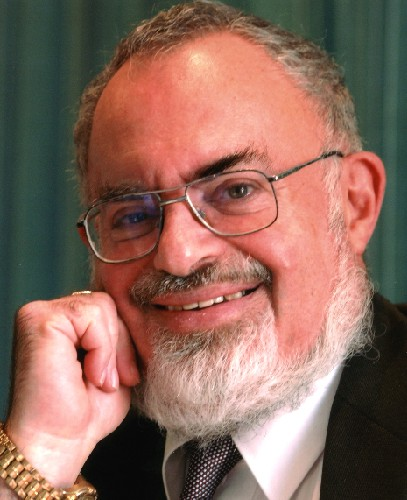
Стэнтон Фридман

- Дэй, Дорис (97) — американская актриса и певица[252].
- Кэппи, Исаак (42) — американский актёр; самоубийство[253].
- Паздников, Владимир Ерофеевич (90) — советский и российский передовик сельского хозяйства, тракторист совхоза «Добринский» Еврейской автономной области Хабаровского края, Герой Социалистического Труда (1971)[254].
- Скарлант, Пётр (80) — чешский писатель и переводчик[255].
- Сумеркин, Виктор Васильевич (86) — советский и российский тромбонист, народный артист Российской Федерации (2004)[256].
- Сэкинэ, Нобуо (76) — японский скульптор[257].
- Фараго, Лайош (86) — венгерский футболист и тренер, бронзовый призёр летних Олимпийских игр в Риме (1960)[258].
- Фридман, Стэнтон (84) — американо-канадский физик-ядерщик и уфолог[259].
- Ху Цзиньцин (83) — китайский кинорежиссёр, лауреат Берлинского кинофестиваля (1984)[260].
- Шебшаевич, Борис Валентинович (67) — российский учёный, один из разработчиков системы ГЛОНАСС[261].
- Шемеш, Кочави (75) — израильский юрист и политический деятель, один из лидеров Чёрных пантер[262].
- Шуляк, Александр Гаврилович (78) — советский и украинский оперный певец (драматический тенор), солист Харьковского театра оперы и балета, заслуженный артист Украины[263].

## 12 мая

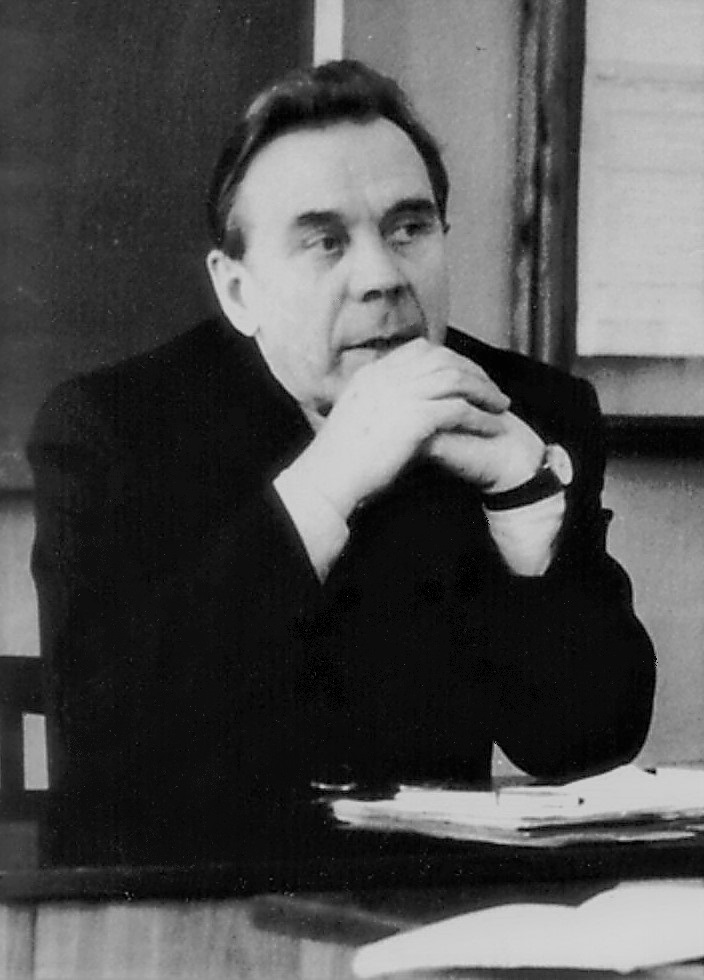
Владимир Крылов

Матико Кё

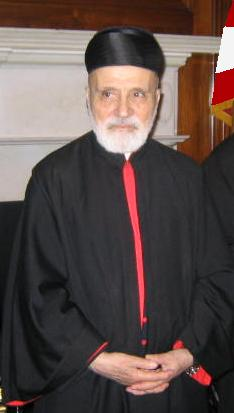
Насрулла Сфейр

- Белич, Сергей Лазаревич (92) — советский волейбольный тренер, заслуженный тренер РСФСР (1962)[264].
- Вашш, Эва (85) — венгерская актриса[265].
- Гахович, Валентина Георгиевна (83) — белорусский педагог, народный учитель СССР (1985)[266].
- Грейг, Дейл (82) — британская марафонка, мировой рекордсмен (1964)[267].
- Гроувер, Алан (74) — австралийский гребец академического стиля, серебряный призёр летних Олимпийских играх в Мехико (1968)[268].
- Гусева, Клара Ивановна (82) — советская конькобежка, чемпионка зимних Олимпийских игр в Скво-Вэлли (1960), заслуженный мастер спорта СССР (1960); ДТП[269].
- Дар, Ева (60) — норвежский режиссёр[270][271].
- Де Рёйтер, Дирк (96) — нидерландский шашечный композитор, международный гроссмейстер[272].
- Ионов, Анатолий Семёнович (79) — советский хоккеист, тренер и президент клуба «Кристалл», чемпион зимних Олимпийских игр в Гренобле (1968), заслуженный мастер спорта СССР (1965)[273].
- Крылов, Владимир Петрович (97) — советский и российский литературовед, доктор филологических наук[274].
- Матико Кё (95) — японская актриса[275].
- Манаков, Виктор Викторович (58) — советский велогонщик и тренер, чемпион летних Олимпийских игр в Москве (1980), заслуженный мастер спорта СССР (1980), заслуженный тренер России (1996)[276].
- Мехтиева, Роза Хасановна (86) — советская и российская актриса, Народная артистка Чечено-Ингушской АССР, Заслуженная артистка Российской Федерации[277].
- Мухамедов, Сухроб Юсупович (79) — советский и узбекский писатель[278].
- Николаев, Александр Борисович (65) — российский фотожурналист, основатель и главный редактор фотоинформационного агентства «Интерпресс» (с 1997)[279].
- Смержак, Рон (69) — южноафриканский актёр[280][281].
- Сфейр, Насрулла Бутрос (98) — ливанский кардинал, маронитский патриарх Антиохии (1986—2011)[282].
- Террон, Хосе (79) — испанский актёр[283].

## 11 мая

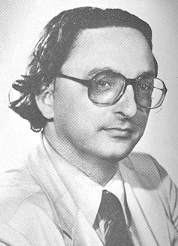
Джанни Де Микелис

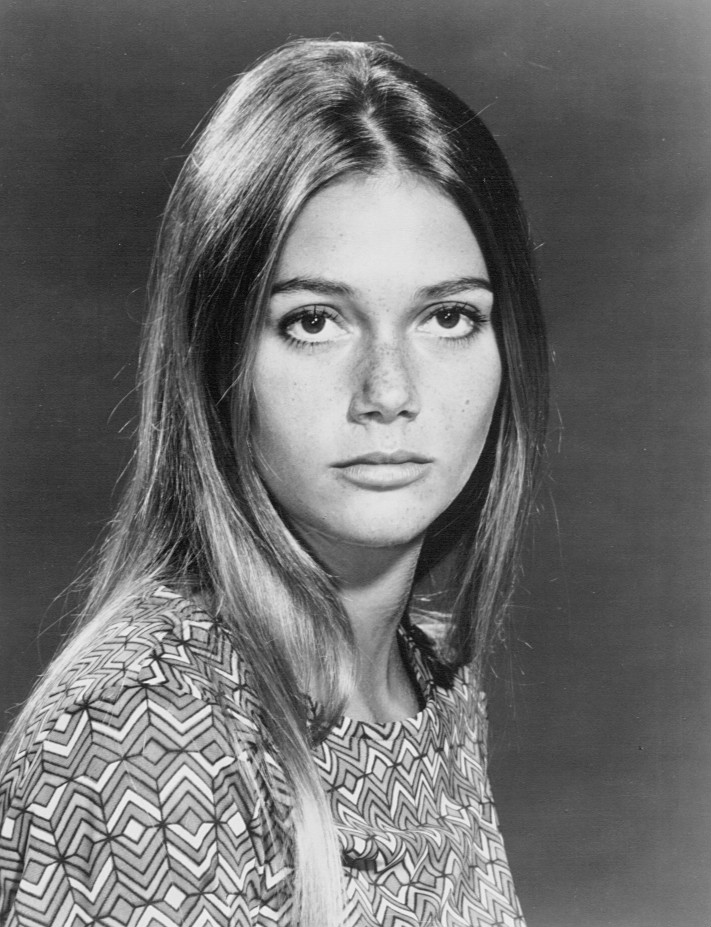
Пегги Липтон

- Бриссо, Жан-Клод (74) — французский кинорежиссёр и сценарист[284].
- Гонсалес, Сесар (51) — мексиканский рестлер[285].
- Де Микелис, Джанни (78) — итальянский государственный деятель, заместитель председателя Совета Министров (1988—1989), министр иностранных дел Италии (1989—1992)[286].
- Кулькин, Евгений Александрович (89) — советский и российский писатель, поэт и редактор, журналист[287].
- Ледерман, Гарольд (79) — американский судья по боксу.
- Липтон, Пегги (72) — американская актриса (о смерти объявлено в этот день)[288].
- Магасива, Пуа (38) — новозеландский актёр; самоубийство[289].
- Максвелл, Роберт Д. (98) — американский военнослужащий, ветеран Второй мировой войны, кавалер Медали Почёта (США) (1944)[290].
- Мауро, Лусио (92) — бразильский актёр[291].
- Сивцев, Василий Тарасович (85) — советский и российский якутский поэт, народный поэт Якутии[292].
- Соланова, Мария (85) — словацкая киносценаристка[293].
- Стоичич, Миленко (62 или 63) — боснийский сербский писатель и журналист[294].
- Тарханов, Николай Алексеевич (51) — российский кинорежиссёр, кинооператор и фотограф[295].
- Федосеев, Глеб Борисович (88) — советский и российский аллерголог, член-корреспондент РАМН (1999—2014), член-корреспондент РАН (2014)[296].
- Цыбасов, Игорь Вячеславович (83) — советский пилот гражданской авиации, командир экипажа, командир летного отряда, Герой Социалистического Труда (1971)[297].

## 10 мая

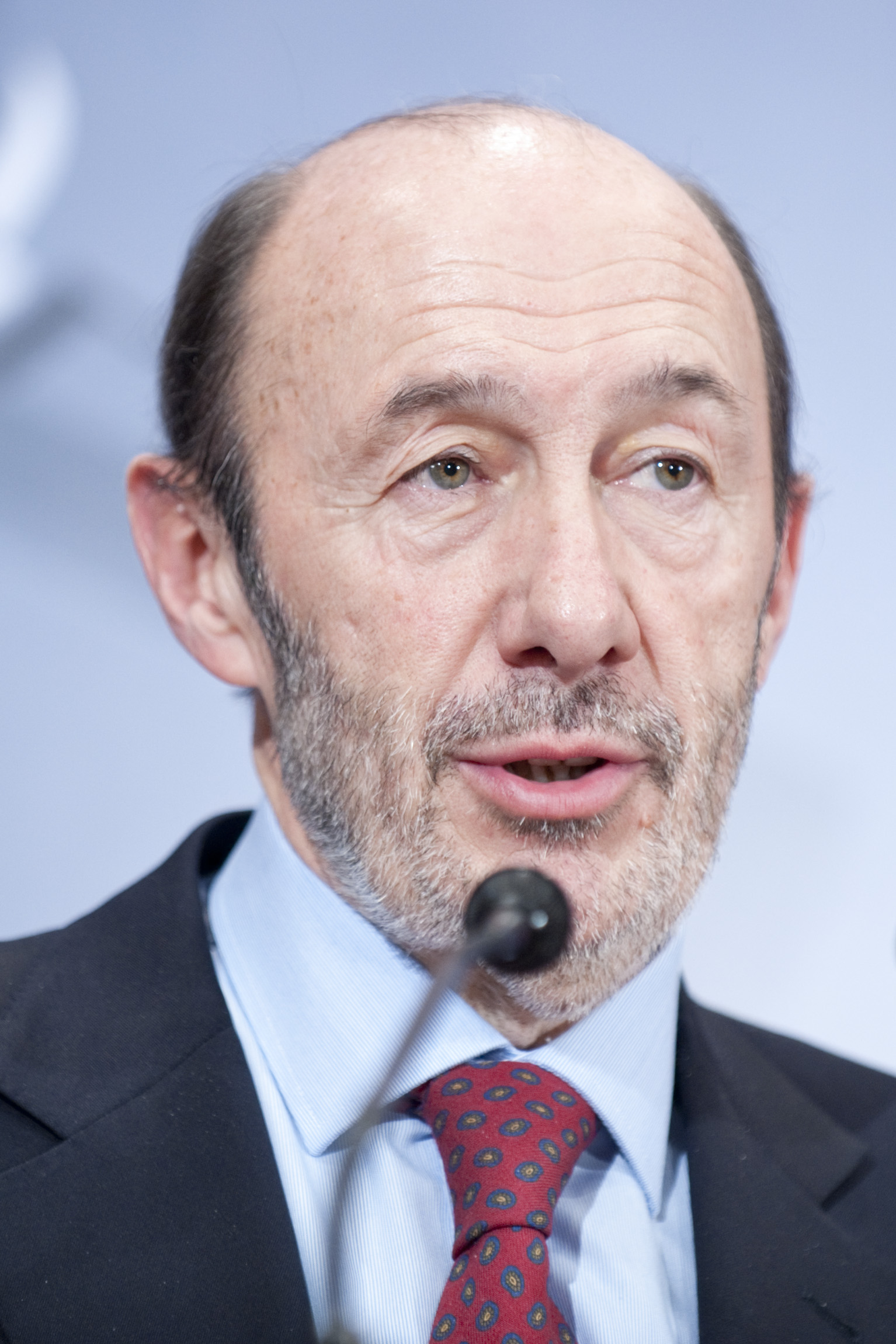
Альфредо Перес Рубалькаба

- Адамсон, Кэри (76) — новозеландский военный деятель, маршал авиации, Начальник Сил обороны (1999—2001)[298].
- Браунелл, Фредерик (79) — южноафриканский вексиллолог, автор южноафриканского и намибийского флагов[299].
- Горшков, Виктор Георгиевич (83) — советский и российский физик, эколог, профессор, доктор физико-математических наук, ведущий научный сотрудник ПИЯФ[300].
- Котова, Раиса Васильевна (79) — советская и российская оперная певица, солистка Большого театра (1976—1996)[301].
- Купер, Берт (53) — американский боксёр-профессионал, чемпион мира в тяжёлом весе по версии WBF (1997)[302].
- Мееран, Тхоппил Мохаммед (74) — индийский тамильский писатель, писавший на тамильском и малаяльском языках[303].
- Нарганг, Ингрид (90) — австрийский адвокат, судья и историк, первая женщина, возглавлявшая австрийский сельский окружной суд[304].
- Перес Рубалькаба, Альфредо (67) — испанский государственный деятель, заместитель премьер-министра (2010—2011), министр внутренних дел Испании (2006—2011)[305].
- Рожель, Женевьева (68) — французский математик, соавтор элемента Бернарди — Фортена — Рожель[306].
- Сапрунов, Александр Георгиевич (69) — российский руководитель правоохранительных органов, начальник ГУВД Краснодарского (1994—2000) и Ставропольского (2001—2005) краёв, генерал-лейтенант милиции[307].
- Так, Джеймс (78) — американский и канадский археолог, профессор Мемориального университета Ньюфаундленда, член Королевского общества Канады[308].
- Тарасов, Владимир Иванович (69) — советский и российский актёр, выступавший на сцене Томского областного театра драмы, заслуженный артист Российской Федерации (1998)[309].
- Филлипс, Уоррен (92) — американский журналист и руководитель издательской промышленности, главный исполнительный директор Dow Jones & Company (1975—1991), и председатель правления Dow Jones (1978—1991)[310].
- Херцфельд, Анатоль (88) — немецкий скульптор[311].
- Якунькин, Леонид Петрович (89) — советский передовик сельскохозяйственного производства, комбайнёр колхоза «Путь Ленина» Мартовского района Саратовской области, Герой Социалистического Труда[312].

## 9 мая

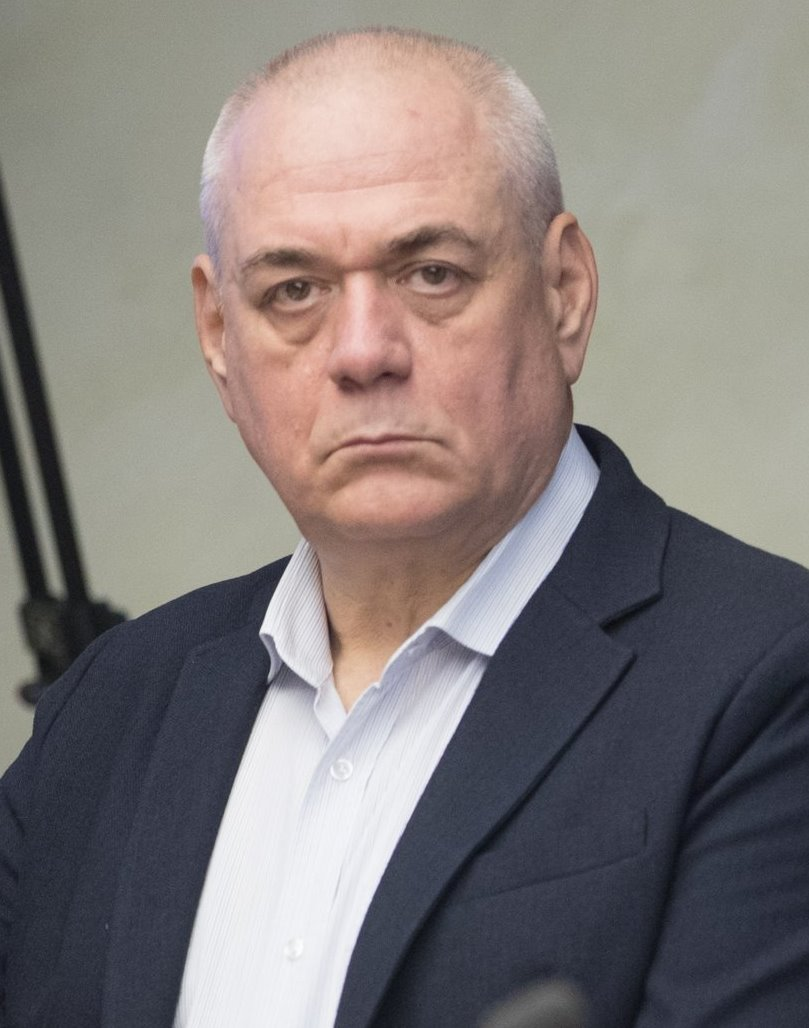
Сергей Доренко

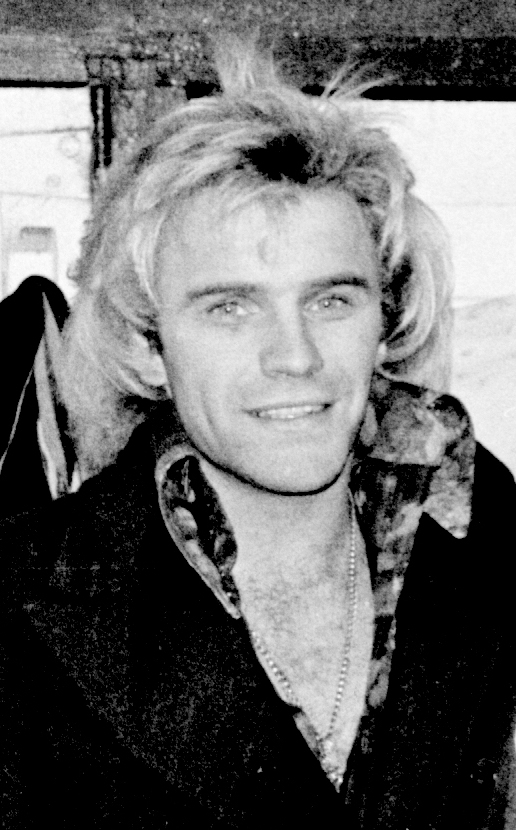
Фредди Старр

- Благов, Василий Вячеславович (64) — советский фигурист и тренер, чемпион СССР в парном катании (1971/72)[313].
- Бондарев, Эдуард Антонович (82) — советский и российский учёный в области нефте-и газопереработки, заслуженный деятель науки Российской Федерации (2007)[314].
- Доренко, Сергей Леонидович (59) — российский журналист, теле- и радиоведущий, комментатор, продюсер[315].
- Емилиан (Вафидис) (84) — священнослужитель Константинопольской православной церкви, схиархимандрит[316].
- Калишан, Роман (74) — польский фармаколог, ректор Гданьского медицинского университета (2005—2008)[317].
- Канин, Мартин (88—89) — американский пианист и музыкальный педагог[318].
- Корниенко, Нелли Ивановна (80) — советская и российская театральная актриса, артистка Малого театра, народная артистка РСФСР (1974)[319].
- Меликов, Ариф Джангир оглы (85) — советский и азербайджанский композитор, народный артист СССР (1986)[320].
- Моисеев, Леонид Сергеевич (69) — советский и белорусский организатор агропромышленного производства, генеральный директор ОАО "Агрокомбинат «Заря» Могилёвского района Могилёвской области (1987-2015); кавалер белорусского ордена Отечества 3-х степеней[321].
- Нечитайло, Ксения Васильевна (76) — российский живописец, член-корреспондент РАХ[322][323].
- Робертс, Аллен (90) — американская актриса[324].
- Рубинштейн, Марк (74) — американский финансовый инженер, соавтор модели Кокса – Росса – Рубинштейна[англ.][325].
- Сарджент, Элвин (92) — американский киносценарист, лауреат премий «Оскар» (1978, 1981)[326].
- Старр, Фредди (76) — английский комик, певец и актёр[327].
- Уолден, Брайан (86) — британский журналист и телеведущий, депутат парламента Великобритании[328].
- Франкенштейн, Клемент фон (74) — американский актёр[329].
- Харрис, Уолтер (93) — британский писатель[330].
- Юань Баохуа (103) — китайский педагог, академик в области управления, президент Китайского народного университета (1985—1991)[331].

## 8 мая

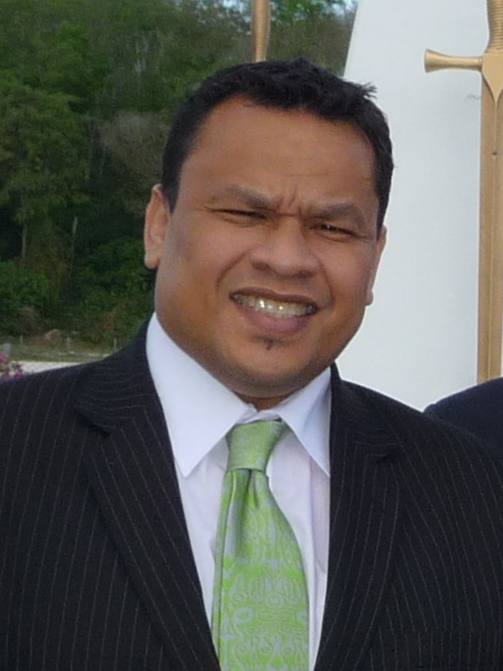
Спрент Дабвидо

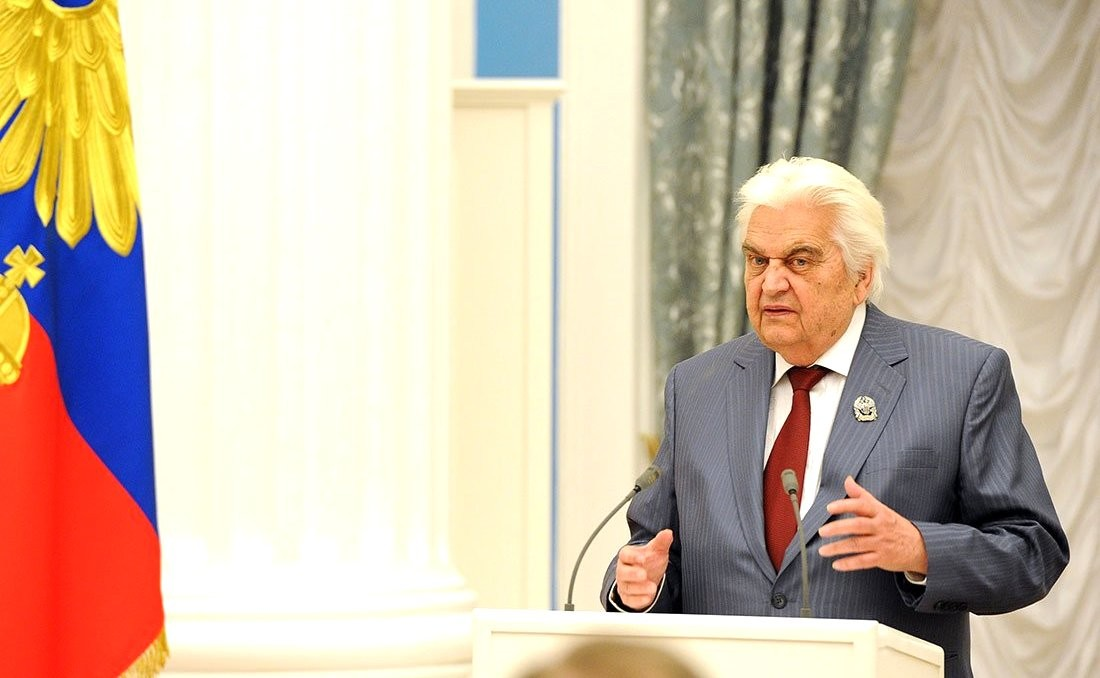
Евгений Крылатов

- Белинга Эбуту, Мартин (79) — камерунский дипломат, постоянный представитель Камеруна при ООН (1998—2007)[332].
- Бертов, Владимир Иванович (57) — российский фотожурналист[333].
- Бойтель, Йенс (72) — немецкий государственный деятель, обер-бургомистр Майнца (1997—2011)[334].
- Дабвидо, Спрент (46) — государственный деятель Науру, президент (2011—2013)[335].
- Идальго, Ричард (52) — перуанский альпинист; погиб при восхождении на Макалу[336].
- Крылатов, Евгений Павлович (85) — советский и российский композитор, народный артист Российской Федерации (1994)[337].
- Макэлис, Роберт (76) — американский математик и инженер, лауреат премии Шеннонаа (2004) и Золотой медали имени Александра Грейама Белла (2009)[338].
- Фаулер, Джим (89) — американский телеведущий[339].
- Фёдоров, Александр Ильич (97) — советский и российский языковед, доктор филологических наук, профессор[340].
- Чиж, Геннадий Иванович (90) — советский и российский хирург-онколог, доктор медицинских наук (1972), профессор (1989), заслуженный врач РСФСР (1989)[341].

## 7 мая

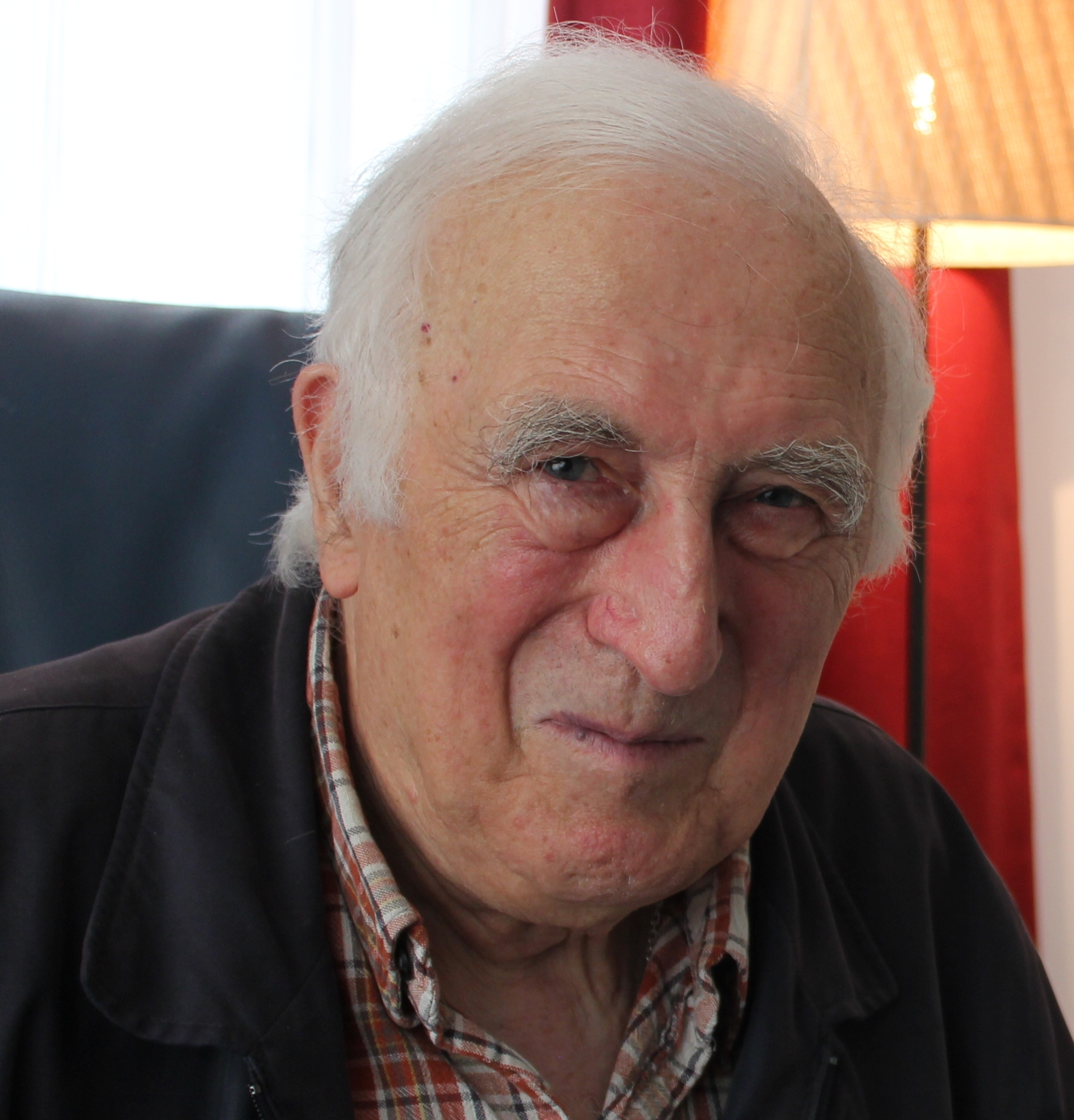
Жан Ванье

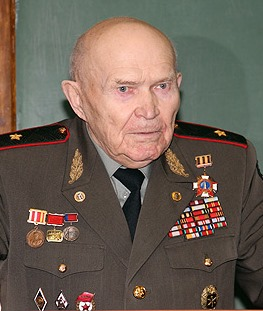
Анатолий Круковский

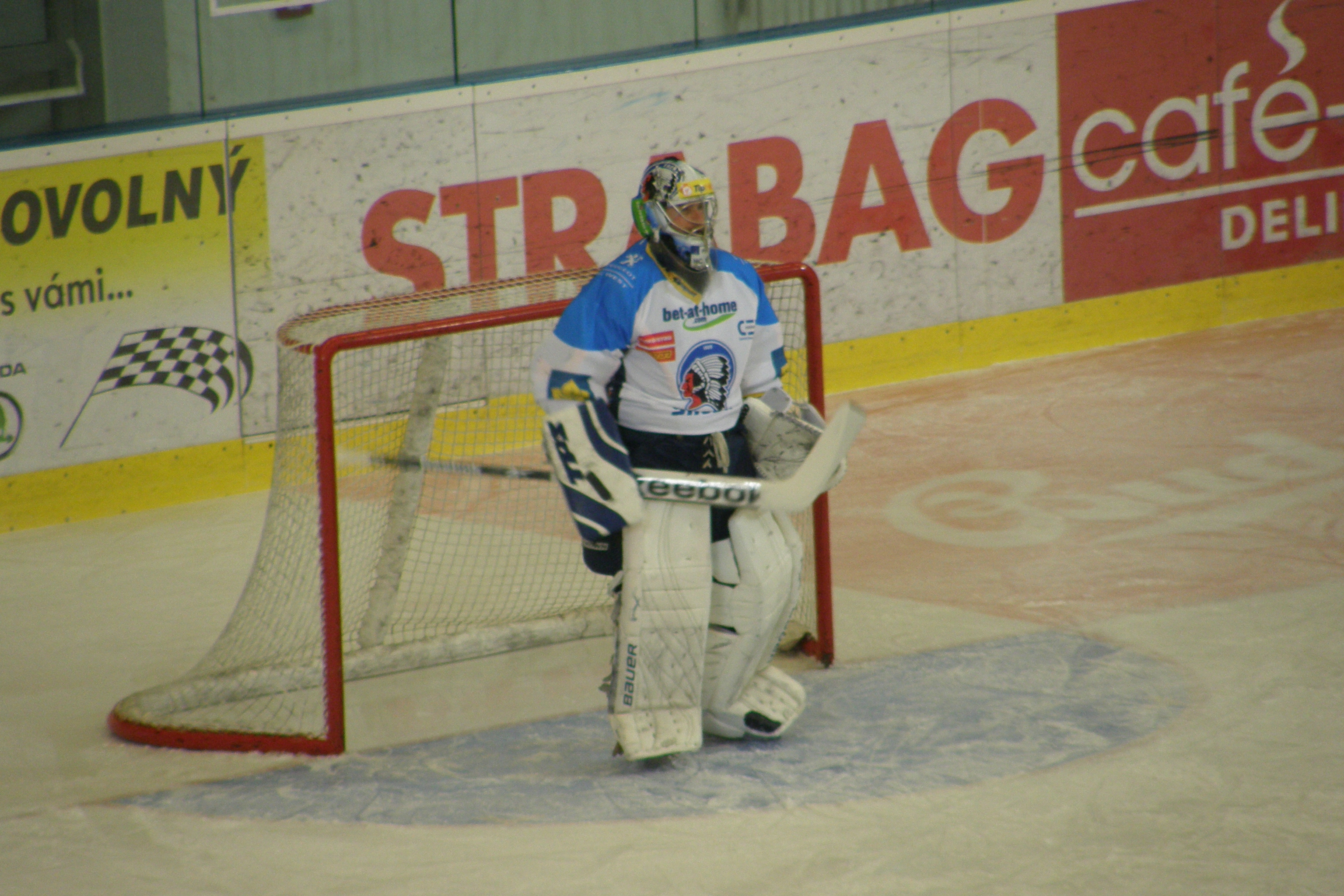
Адам Свобода

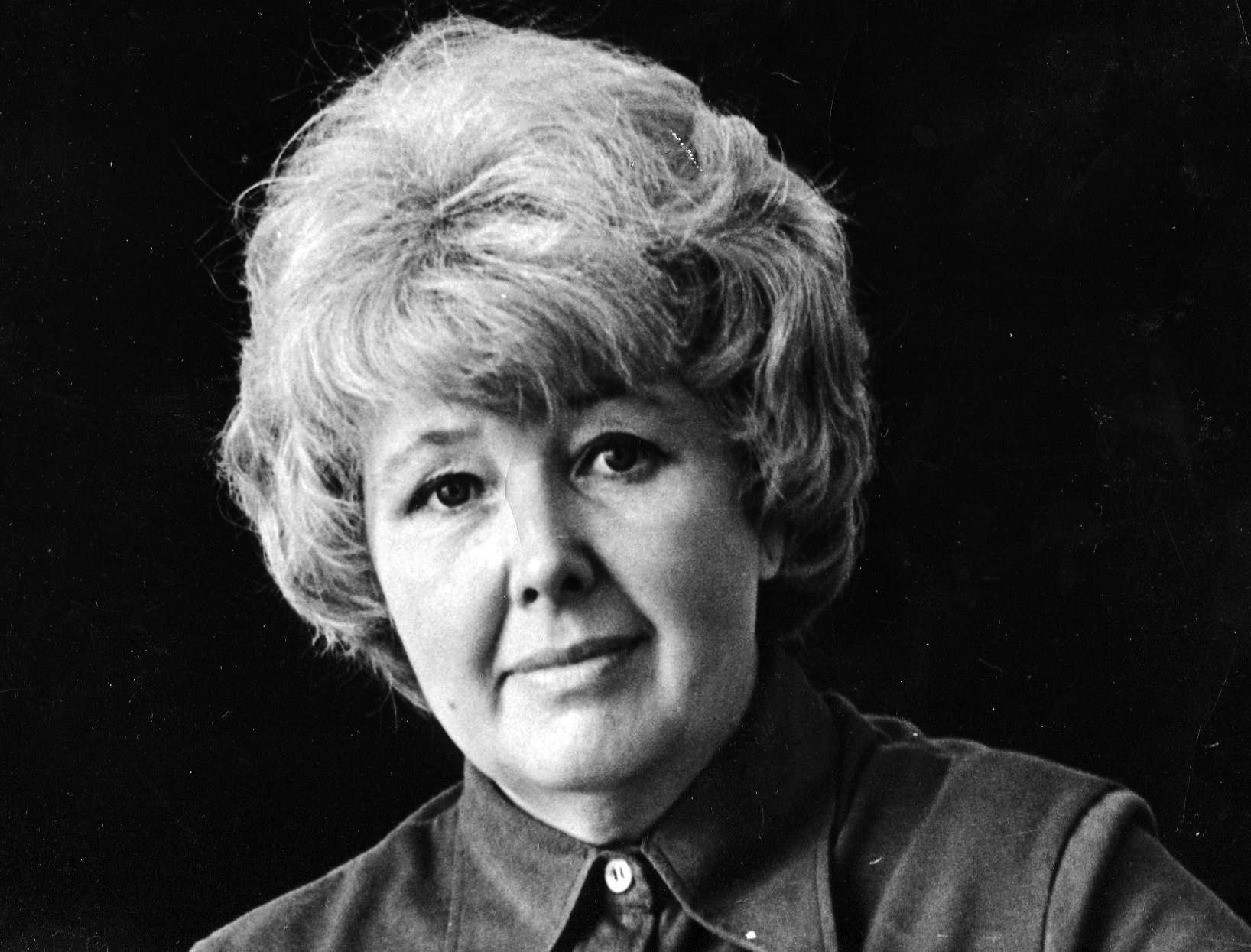
Нина Соротокина

- Ванье, Жан (90) — канадский философ и теолог[342].
- Вессинг, Михаэль (66) — немецкий легкоатлет, чемпион Европы в метании копья (1978)[343].
- Гамарро, Педро (64) — венесуэльский боксёр средних весовых категорий, серебряный призёр летних Олимпийских игр в Монреале (1976)[344].
- Докбаев, Самьян Докбаевич (101) — участник Великой Отечественной войны, прототип главного героя художественного фильма «321-я, Сибирская» Золто Самбуева[345].
- Егоров, Иван Тимофеевич (94) — полный кавалер ордена Славы[346].
- Катцер, Георг (84) — немецкий композитор[347].
- Коронель, Рафаэль (87) — мексиканский художник[348].
- Круковский, Анатолий Станиславович (96) — советский учёный-артиллерист, доктор технических наук (1966), заслуженный деятель науки Российской Федерации, генерал-майор[349].
- Кушнер, Борис Абрамович (77) — советский и американский математик, поэт, эссеист. Профессор математики Питтсбургского университета[350].
- Нанди, Сабер (66) — индийский и бангладешский певец[351].
- Постранецкий, Вацлав (75) — чехословацкий и чешский актёр[352].
- Свобода, Адам (41) — чешский хоккеист, игрок национальной сборной, победитель чемпионата мира по хоккею с шайбой в Австрии (2005); самоубийство[353].
- Соротокина, Нина Матвеевна (84) — советская и российская писательница и сценаристка[354].
- Фрилен, Бернт (73) — шведский ориентировщик, чемпион мира (1974)[355].
- Эмано, Висенте (76) — филиппинский государственный деятель, губернатор провинции Восточный Мисамис (1988—1998)[356].

## 6 мая

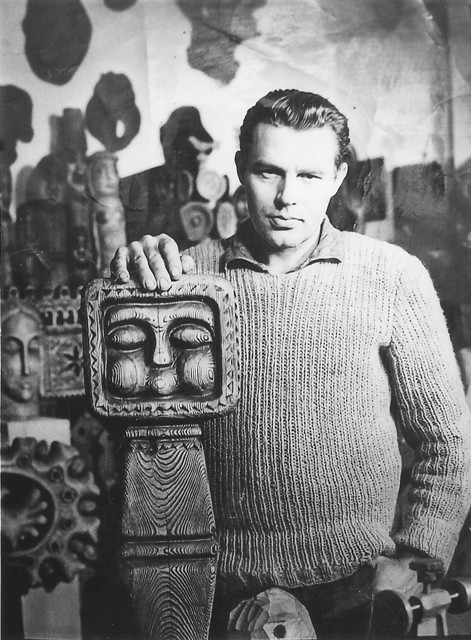
Леонтий Глущенко

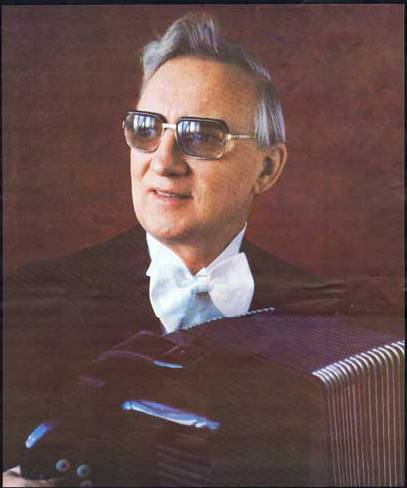
Юрий Казаков

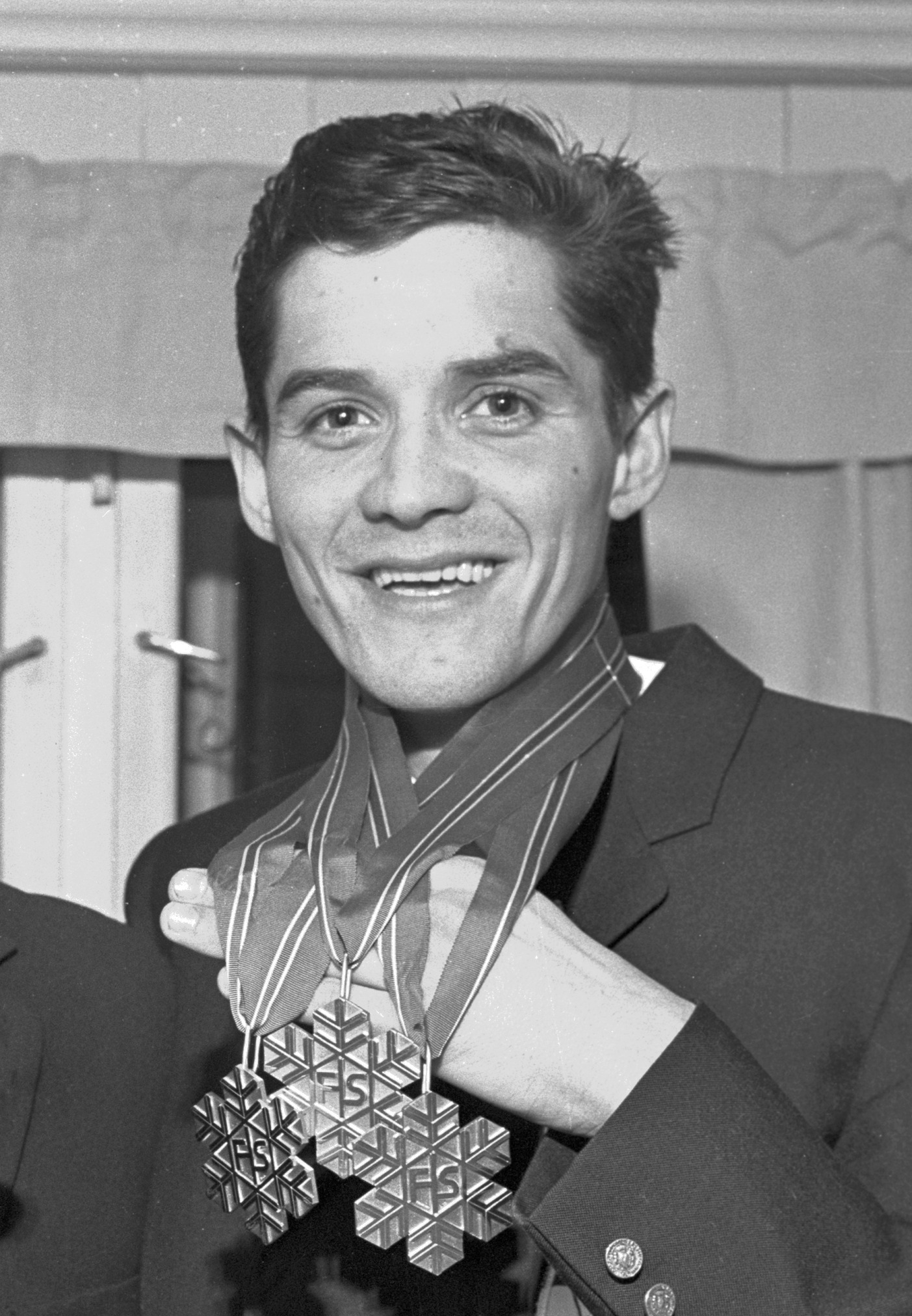
Йермунн Эгген

- Азриа, Макс (70) — американский дизайнер и бизнесмен, основатель дома моды BCBG[357].
- Айраксинен, Пекка (73) — финский композитор и музыкант[358].
- Браунингер, Юрген (62) — южноафриканский композитор[359].
- Глущенко, Леонтий Григорьевич (81) — советский и молдавский художник[360].
- Дмитриева, Ирина Константиновна (86) — советский и российский юрист, юрист, специалист по советскому и российскому нормативному и договорному регулированию трудовых и социально-трудовых отношений, заслуженный преподаватель Московского университета (1999)[361].
- Казаков, Юрий Иванович (94) — советский и российский баянист, народный артист СССР (1985)[362].
- Коэн, Джек (85) — британский биолог[363].
- Лукач, Джон (95) — американский историк[364].
- Нивен, Кип (73) — американский актёр[365][366].
- Петрович, Бошко (92) — сербский инженер-строитель, действительный член Сербской академии наук и искусств (2006) [367].
- Сеид Джамил Сеид Джаафар (67—68) — малайзийский журналист, генеральный директор Национального информационного агентства Малайзии «Bernama» (2000—2007)[368].
- Сибирский, Вениамин Михайлович (82—83) — советский и российский художник-живописец и педагог, заслуженный (1978) и народный (1985) художник РСФСР[369].
- Федосеева, Лидия Ивановна (96) — советский и российский энтомолог, систематик насекомых, лауреат Ломоносовской премии[370].
- Хитрук, Андрей Фёдорович (74) — российский пианист и музыкальный журналист, сын Фёдора Хитрука[371].
- Чергизбиев, Зайнди Магомедович (82) — чеченский композитор, музыкант, руководитель и создатель инструментального ансамбля при Гостелерадио Чечено-Ингушской АССР, дирижёр и музыкальный руководитель оркестра Чечено-Ингушского государственного ансамбля танца «Вайнах», заслуженный деятель искусств Чечено-Ингушской АССР[372].
- Эгген, Йермунн (77) — норвежский лыжник, трёхкратный чемпион мира в Осло (1966)[373].

## 5 мая

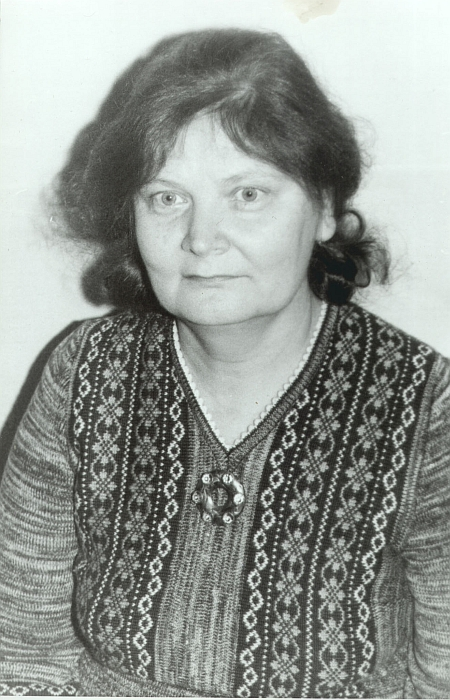
Неонила Криничная

- Бриландо, Фрэнк (93) — американский трековый и шоссейный велогонщик, инженер Schwinn Bicycle Company, создатель велосипедов Sting-Ray[374].
- Вайсман, Александр Наумович (81) — советский и украинский шахматист и тренер, мастер спорта СССР (1964)[375].
- Казаков, Валерий Николаевич (81) — советский и украинский физиолог, ректор Донецкого медицинского университета (1985—2010), Герой Украины (2008)[376][377].
- Криничная, Неонила Артёмовна (80) — советский и российский фольклорист, доктор филологических наук (1991), заслуженный деятель науки Российской Федерации (1996)[378].
- Миллер, Норма (99) — американская танцовщица, хореограф и актриса, «королева свинга»[379][380].
- Мысыроглу, Кадир (86) — турецкий конспиролог[381].
- Окер, Джелил (67) — турецкий писатель[382].
- Перри, Барбара (97) — американская актриса[383].
- Ракитов, Анатолий Ильич (90) — советский и российский философ, доктор философских наук, профессор, заслуженный деятель науки Российской Федерации[384].
- Самофалов, Владимир Дмитриевич (91) — советский и украинский журналист[385].
- Скрюкова, Екатерина Фёдоровна (93) — бетонщица управления основных сооружений Красноярскгэсстроя, Герой Социалистического Труда (1973)[386].
- Фэн Шуньхуа (85) — китайский экономист, эксперт по российским и восточноевропейским делам[387].
- Циммерман, Джордж (83) — американский физик и изобретатель[388].
- Ши Цзиян (84) — тайваньский государственный деятель, заместитель премьер-министра Тайваня (1988—1993)[389].
- Шукралла, Хани (69) — египетский журналист («Аль-Ахрам»)[390].
- Щапова, Юлия Леонидовна (88) — российский археолог и историк, доктор исторических наук, профессор МГУ[391].
- Янкулов, Радослав (66) — болгарский спортивный журналист, генеральный директор Болгарского национального радио (2013—2016)[392].

## 4 мая

Просперо Ногралес

- Араухо, Грасьела (88) — аргентинская актриса[393].
- Бекман, Игорь Николаевич (77) — советский и российский ученый-химик, специалист в области радиохимии, физической химии и химической технологии. Заслуженный профессор Московского государственного университета имени М.В. Ломоносова[источник не указан 2050 дней].
- Густавсен, Терье (64) — норвежский государственный деятель, министр транспорта и связи Норвегии (2000—2001), директор Норвежского Управления автомобильных дорог общего пользования (c 2007)[394].
- Коралло, Сальваторе (90) — итальянский государственный деятель, президент Сицилии (1961)[395].
- Митбрейт, Иосиф Моисеевич (96) — советский и российский хирург, травматолог-ортопед, доктор медицинских наук (1969), профессор (1981)[396].
- Ногралес, Просперо (71) — филиппинский государственный деятель, спикер Палаты представителей Филиппин (2008—2010)[397].
- Пелу, Франсуа (94) — французский журналист[398].
- Путнэм, Рут (91) — американский философ[399].
- Самойленко, Валерий Александрович (81) — советский и российский государственный деятель, мэр Краснодара (1987—2000)[400].
- Шмальгаузен, Виктор Иванович (84) — советский и российский физик, доктор физико-математических наук (1988), профессор МГУ[401].
- Эллинская, Леонора Михайловна (75) — советская и украинская балерина, народная артистка Украинской ССР (1981)[402].
- Ян Шэннань (81) — китайский историк[403].

## 3 мая

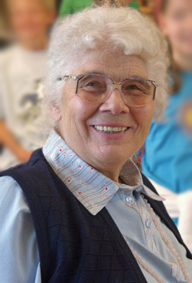
Маргрет Биркенфельд

- Алибеков, Саид Абдусаламович (69) — советский и российский дагестанский театральный актёр, артист Даргинского государственного музыкально-драматического театра имени Омарлы Батырая (Махачкала), заслуженный артист Российской Федерации[404].
- Аммон, Ульрих (75) — немецкий языковед[405].
- Биркенфельд, Маргрет (92) — немецкий музыкант, композитор и педагог[406].
- Герберт, Питер (90) — британский военно-морской деятель, адмирал, заместитель начальника Штаба обороны (1983—1984)[407].
- Грандхаген, Хьелль (64) — норвежский военный деятель, глава Норвежской разведывательной службы[408].
- Киндер, Чак (76) — американский писатель[409].
- Сатклифф, Ирен (88) — британская актриса[410].
- Сутекау, Фриц (80) — нидерландский футболист, известный по выступлениям за «Аякс» и ПСВ[411].
- Тальетти, Энрико (93) — австралийский архитектор[412].
- Шимура, Горо (89) — японский и американский математик[413].

## 2 мая

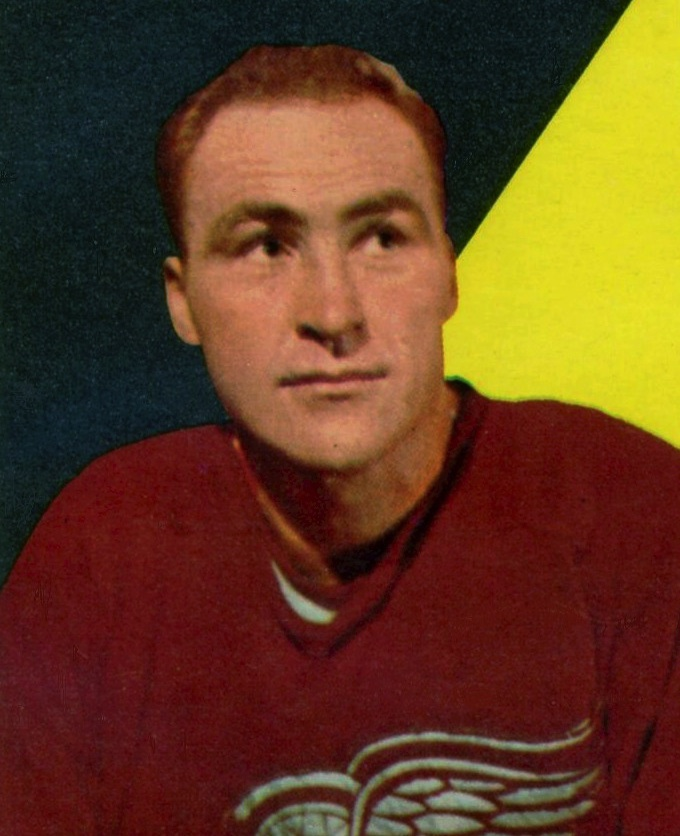
Ред Келли

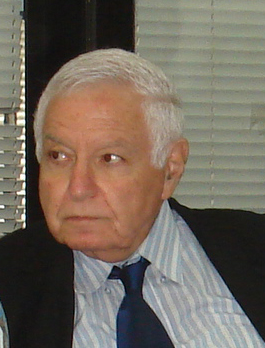
Миха Линденштраус

- Айванси, Фрэнк (94) — американский государственный деятель, мэр Портленда (Орегон) (1980—1985)[414].
- Аткунов, Сергей Юрьевич (61) — советский и российский тренер и судья международной категории по самбо, мастер спорта СССР[415].
- Келли, Ред (91) — канадский хоккеист, защитник и центральный нападающий, 8-кратный обладатель Кубка Стэнли[416].
- Линденштраус, Миха (82) — израильский судья, Государственный контролёр Израиля (2005—2012)[417].
- Маркес, Марио (79) — бразильский государственный деятель, мэр Нова-Игуасу (2002—2005)[418].
- Менги, Реджинальд (75) — танзанийский бизнесмен и филантроп, председатель Конфедерации танзанийской промышленности[419].
- Мруджае, Али (79) — государственный деятель Союза Коморских островов, премьер-министр (1982—1984)[420].
- Реккарди, Крис (54) — американский сценарист и режиссёр мультипликационных фильмов[421].
- Старлинг, Джон (79) — американский музыкант[422]
- Томоровеану, Илинка (77) — румынская актриса театра, кино и телевидения[423].
- Торреальба, Хуан (102) — венесуэльский арфист и композитор[424].
- Уилсон, Дэвид Гордон (91) — американский инженер-изобретатель и предприниматель[425].
- Шамов, Ибрагим Ахмедханович (88) — советский и российский врач, доктор медицинскмх наук, профессор (1974), заслуженный деятель науки Российской Федерации (1994)[426].
- Шрамко, Юрий Меркурьевич (88) — деятель советских спецслужб, начальник УКГБ по Ворошиловградской области (1972—1980), по Харьковской области (1980—1987), по Киеву и Киевской области (1987—1991), генерал-майор (о смерти объявлено в этот день)[427].
- Экродт, Рольф (76) — немецкий и японский предприниматель, генеральный директор Mitsubishi Motors (2001—2005)[428].
- Эрнандес Колон, Рафаэль (82) — пуэрто-риканский государственный деятель, губернатор Пуэрто-Рико (1973—1977, 1985—1993)[429] Архивная копия от 2 мая 2019 на Wayback Machine.

## 1 мая

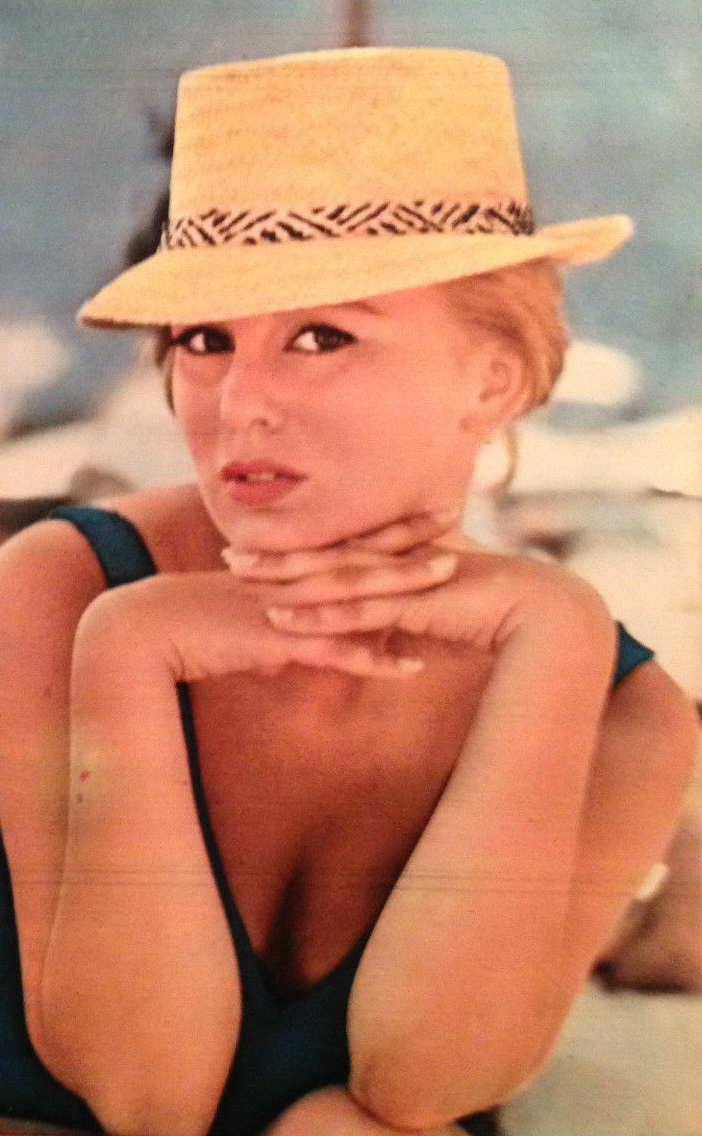
Алессандра Панаро

- Ансорена, Хосе (90) — испанский композитор[430].
- Буллата, Исса (90) — арабский палестинский учёный, переводчик и писатель[431].
- Дерменджиев, Динко (77) — болгарский футболист, игрок национальной сборной (1962—1977), участник чемпионатов мира (1962, 1966, 1970)[432].
- Лэнг, Курт (95) — американский социолог[433].
- Оливер Габарро, Магдалена (115) — испанская долгожительница[434].
- Панаро, Алессандра (79) — итальянская актриса[435].
- Парбо, Арви (93) — австралийский бизнесмен[436].
- Пена, Жозе Мария (70) — бразильский футболист и тренер[437].
- Поштулка, Владимир (76) — чешский писатель и поэт[438].
- Редди, Субхашан (76) — индийский государственный деятель, главный судья Высшего суда Мадраса (2001—2004) и Высшего суда Кералы (2004—2005)[439].
- Симеонов, Теодосий (72) — болгарский политический деятель, министр юстиции Болгарии (1999—2001), депутат Народного Собрания Болгарии[440].
- Унбехауэн, Хайнц (83) — немецкий инженер, специалист по теории автоматического управления[441].
- Филипп, Беатрикс (73) — немецкая политическая деятельница, депутат Бундестага (1994—2013)[442].
- Франта, Александр (94) — польский архитектор[443].